# أبخازيا
أَبخَازْيا (بالأبخازية: Аҧсны أبسني، بالجورجية: აფხაზეთი أبخازيتي، بالروسية:Абха́зия أبخازيا) هي منطقة متنازع عليها تقع على الساحل الشرقي للبحر الأسود، أعلنت استقلالها عن جورجيا عام 1991 مما تبعه الصراع الجورجي الأبخازي. تحكم من قبل جمهورية أبخازيا وهي جمهورية مستقلة عن جورجيا واقعياً، إلا أنها لا تحظى باعتراف دولي سوى من روسيا ونيكاراغوا وفنزويلا وناورو وسوريا. في عام 1993 أجبرت الجيوش الجورجية على الانسحاب من المنطقة بعد حرب دامت لمدة عام مع الثوار الانفصاليين.
تبلغ مساحتها 8,665 كم2، عاصمتها سوخومي، ومن مدنها الأخرى المهمة بيتسوندا، غالي، غاغرا ويعتمد اقتصادها على السياحة حيث تهيمن أبخازيا على نصف سواحل جورجيا القديمة (جورجيا ما قبل 1989) ويعتمد اقتصاد الدولة الأبخازية على الفلاحة وإنتاج السجائر حيث تملك أبخازيا حقول تبغ شاسعة وبما أن 37.4% من مساحتها مياه ازدهر مجال الزراعات الكبرى وإنتاج الغلال، وبكونها تتميز بمناخ بارد شتاءً ومعتدل صيفاً ازدهر إنتاج الشاي ولا يمنع هذا ضعف الاقتصاد الأبخازي حيث يعتمد على قطاعات موسمية تتأثر بالعوامل المناخية والاقتصادية والسياسية فمناخ أبخازيا بارد وجبلي وهذا يؤثر على الفلاحة.

[انحياز] وهذا يؤثر سلباً على القطاع السياحي الأبخازي فاقتصاد جمهورية أبخازيا المستقلة ما زال هشاً.
ومع بداية اتجاه جورجيا إلى الاستقلال عن الاتحاد السوفيتي، تنامى الشعور لدى الأبخاز بخطر فقدان الهوية والذوبان في الجمهورية المستقلة، لتبدأ أول جولات الصدام والعنف بين الجانبين يوم 16 يوليو/تموز سنة 1989 في سوخومي قتل أثنائها 16 جورجياً. لقد كان الزعماء الجورجيون في السابق دائماً ما يشككون في طبيعة الهوية القومية للأبخاز مدعين بأنها كيان اصطناعي، وأنهم ورقة روسية للضغط على جورجيا. اعتبر كثير من الأبخازيين تفتت الاتحاد السوفيتي فرصة ليُبطلوا صلتهم بقرار الضم الذي كانت قد اتخذته جمهورية جورجيا السوفيتية عام 1931 بحق أبخازيا. وأخذ التوتر يتصاعد بين الانفصاليين والقوميين الجورجيين فقُتِلَ في تموز من عام 1989 عشرون شخصاً خلال الصدامات العرقية الداخلية في عاصمة أبخازيا سوخومي. وفي 28 أكتوبر 1989 أصبح زفياد غامساخوريا رئيساً لجورجيا، وفي 9 مارس 1990 أُعلن استقلالها. وقد تبنت حكومة جورجيا الجديدة سلسلة من التدابير التي اعتبرتها الأقليات انتهاكات خطيرة لحقوقها. وفي أغسطس 1990 أعلن مجلس السوفيت الأعلى في جمهورية أبخازيا المستقلة وبغياب أعضائها الجورجيين أن أبخازيا دولة قومية ذات سيادة وتتصرف أبخازيا منذ تلك اللحظة على أنها بلد مستقل. وفي الوقت الذي رفضت جورجيا التصويت سنة 1991 لصالح البقاء ضمن الاتحاد السوفيتي، صوت الأبخاز بنسبة عالية لفائدة البقاء ضمن الاتحاد.
وأعلنت أبخازيا استقلالها عن جورجيا يوم 23 يوليو 1992، وقامت على إثرها جورجيا بإرسال قواتها إلى المنطقة لحفظ النظام حيث دخلت القوات الجورجية إلى إقليم ابخازيا وشهدت المنطقة نزوح الآلاف من الأبخاز والروس والأرمن واليونانيون.
واستمرت الحرب بين الطرفين مدة عام تكبد الجانبان فيها خسائر كبيرة، واستطاع الجورجيون السيطرة على المنطقة لفترة محدودة. ونتيجة للدعم الذي تلقاه الأبخاز خصوصا من عدد من القوميات الأخرى، هذا بالإضافة إلى دعم أخوة الدم الأديغة (الشركس) من الجمهوريات أديغيا، وقراتشاي - تشيركيسيا، وقبردينو - بلقاريا، والذين كان دعمهم المتواصل للجمهورية الأبخازية سياسياً وعسكرياً سبباً في استقلال الجمهورية، حيث وصلت الحشود الغير نظامية من شمال القوقاز لدعم الانفصاليين مدعومة من قبل القوات الروسية بالأسلحة والإسناد الجوي، فأجبرت القوات الجورجية على الانسحاب من أبخازيا.
واتهم الرئيس الجورجي آنذاك إدوارد شفرنادزه روسيا بدعم الثوار الأبخاز، لتنتهي المواجهات العسكرية سنة 1993 بسيطرة الثوار على العاصمة سوخومي.
وقد خلفت تلك الحرب حسب التقديرات ما بين عشرة آلاف إلى ثلاثين ألف قتيل من الجورجيين، وحوالي ثلاثة آلاف قتيل من الأبخاز.
عرفت أبخازيا انتخابات رئاسية سنة 2004 حيث دعمت روسيا رئيس الوزراء راوول غاجيمبا، لكنه خسرها لصالح سيرجي باغابش، ونتيجة لنشوب توترات بين المتنافسين تم التوصل إلى شراكة سياسية بين الجانبين تفاديا لوضع أكثر تأزما.تملك أبخازيا برلماناً مقره سوخومي ويمثل كامل طوائف الشعب الأبخازي (أبخاز- جورجيون - روس - أرمن -أذريون - يونانيون - تتار - شيشانيون - إنغوش...الخ)، ويسود أبخازيا جو سياسي ديموقراطي ووجود تعدد الأحزاب وتنافس نزيه في الانتخابات وتداول سلمي على السلطة ويهيمن الفكر الشيوعي على الفكر السياسي للأبخاز.

## التاريخ
يقدر بأن أول قرى قامت في أبخازيا تعود إلى الألفية الرابعة ق م، أتت هذه القبائل الآرية (التي دعاها علماء الآثار بـ «الكارتفيليين الأوائل») إلى المنطقة خلال الفترة واستقرت على ساحل البحر الأسود. قبل الألفية الثانية ق م، تعرضت أبخازيا لعدة هجومات من قبل بدو آسيا الوسطى، الحثيون، الكلت، الميديون الفرس[ ؟ ].في هذه السنوات شكل الكارتفيليين الأوائل ثلاث مجموعات عرقية، السفانيون، الزانيون، والكارتفيليون الشرقيون. حيث سكن السفانيون أبخازيا، الكارتفيليين سكنوا ما يدعى اليوم بجورجيا، وتوزع الزانيون في أنحاء مقاطعة مينغريليا وعلى ساحل البحر الأسود الممتد حتى تركيا.

### مملكة كولخيس

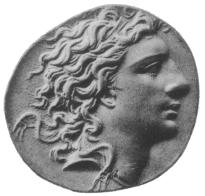
ميثراداتس السادس.

في القرن السادس - التاسع قبل الميلاد كان إقليم أبخازيا المعاصر جزء من المملكة الجورجية القديمة كولخيس (كولخا) التي كانت معظم أراضيها مأهولة من قبل السفانيين والزانيين. تحت حكم كولخيس، هاجر العديد من اليونانيين إليها، الذين استقروا في مستعمرات في المنطقة الساحلية، وأنشؤوا بعض المدن مثل بيتيوس، ديوسكوري وفاسيس، المعروفة اليوم بأسماء بيتسوندا، سوخومي وبوتي.
منذ عام 653 ق م، تعرضت كل من كولخيس وإبيريا لعدة محاولات غزو من قبل الإمبراطورية الفارسية. كان للإمبراطورية المقدونية[ ؟ ] أثر كبير على القوقاز على الرغم من عدم تواجدها مطلقاً فيها. سرعان ما أصبح هناك تأثير هيلينستي ثقافي كبير على أبخازيا مما جعل الإغريقية تكون لغة رسمية في المنطقة إلى حد ما.
أدى سقوط إمبراطورية الإسكندر الأكبر الهليلينستية إلى حدوث فترة طويلة من الفوضى والتوتر. مثال على ذلك، إنشاء ميثراداتس الأول مملكة البنطس عام 302 ق م، على شواطئ البحر الأسود التركية. في بداية بداية العام 120 ق م، بدأ ميثراداتس السادس بغزو كولخيس. في تلك السنوات تحالف ميثراداتس مع مملكة أرمينيا لردع غزو الإمبراطورية الرومانية بقيادة بومبيوس الكبير. أصبحت أبخازيا في ذلك الوقت مسرحاً قتالياً دموياً حتى سقوط بونتوس في 63 ق م.

### لازيكا

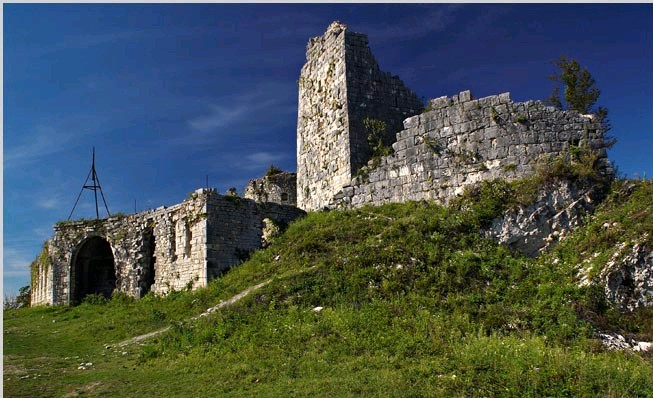
آثار قلعة قديمة في أناكوبيا، عاصمة أبخازيا خلال الحقبة البيزنطية.

دمرت مملكة كولخيس تماماً، ثم أتى الحكم الروماني ليوجد مملكة جديدة باسم لازيكا (إيغريسي)، ثم بدأت عملية التحويل إلى الثقافة الإغريقية مع مجيء ألكسندر الكبير إلى المنطقة. بالرغم من الصراع الطويل الذي قام بين الرومان البارثينيون للسيطرة على المنطقة، ظلت المنطقة نشطة وعاشت لازيكا في سلام مريح.
كجزء من من الإمبراطورية البيزنطية، حصلت لازيكا على بعض من الاستقلال الذاتي أدى إلى نشأة مملكة لازيكا-إيغريسي. كان انتشار المسيحية في هذا الوقت بالغ الأهمية، حيث أعلنت في السنة 523 أن المسيحية الأرثوذكسية[ ؟ ] الدين الرسمي للدولة.
بعد عدة سنوات من الحكم الذاتي، أعيد ضم أبخازيا إلى الإمبراطورية البيزنطية في 562، حيث عاشت لازيكا فترة راحة وسلام دامت أكثر من 150 عام.

### مملكة أبخازيا
في 656، قامت القوات العربية تحت إمرة الخلافة الأموية بفتح القوقاز، في حين أن لازيكا قاومت. حرض قيام إمارة تيفليس[ ؟ ] سكان مملكة إيبيريا المدمرة الهجرة إلى الغرب، فأصبحت لازيكا المسكونة أصلاً من قبل السفانيين والزانيين مليئة بالجورجيين.
في 767، قام أكرونتوس (حاكم[ ؟ ] في الإمبراطورية البيزنطية) بطرد القوات البيزنطية وإعلان استقلال مملكة إيغريسي، حيث حكم مملكة أبخازيا الجديدة تحت اسم الملك ليون الأول الأبخازي. كانت العاصمة كوتايسي، ومع أن البعض قام بخلط أبخازيا مع بيزنطة، لكن قامت أبخازيا عبر السنين بإزالة بقايا الإمبراطورية السابقة واستبدلتها بالعادات الجورجية. مثال على ذلك، قام خلاف بين ليون الأول وأبرشية القسطنطينية، التي أدت إلى تحول أبخازيا إلى الكنيسة الجورجية الرسولية الأرثوذكسية.
أدى هزيمة العرب إلى تشكيل دول جديدة في القوقاز. في القرن العاشر، قام ملك تاو-كلارجيتي ديفيد بغزو إمارة كارتلي. في 975، ترك ديفيد حكم كارتلي لابنه تحت اسم باغرات الثالث. بعد موت ثيودوسيوس الثالث الأعمى في 978، أعطي الُملك إلى باغرات أبخازيا، خليفة وابن أخ الملك المتوفي. بعد موت ديفيد في 1001، أصبح باغرات الثالث ملك في تاو-كلارجيتي، وفي 1008، ملك كاخيتي وإيريتي، فأصبح ملك جورجيا، حيث لم تكن فقط تبليسي والجزء الجنوبي من تاو جزءاً من المملكة الجديدة.

### مملكة جورجيا

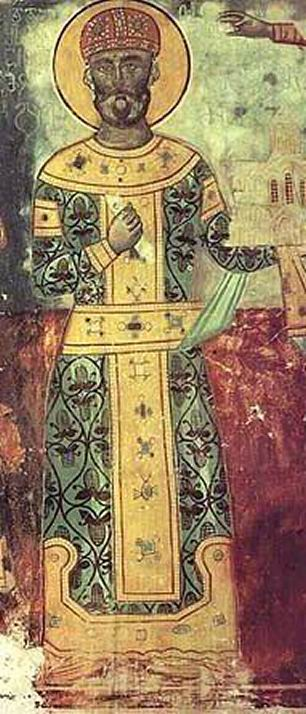
الملك ديفيد الرابع.

منذ منتصف القرن الحادي عشر، دمرت الغزوات السلجوقية التركية مملكة جورجيا. هزمت القوات الأرمنية والجورجية والبيزنطية هزيمة ساحقة على يد المسلمين في معركة ملاذكرد في 1071، مما أدى إلى غزو وتدمير معظم مملكة جورجيا على يد السلاجقة. فقط أبخازيا هي التي نجت من الغزو وأصبحت ملجأ للجورجيين الهاربين من تلك الكارثة. في الوقت نفسه، أدت الفوضى التي يعانيها البلد إلى انبثاق أفكار انفصالية سفانية ساهمت بشن هجوم ضد أبخازيا. بالرغم من قدرة الملك جورج الثاني على قمع الثورة، أدى ضغط محاولة إبقاء البلاد موحدة إلى تخلي الملك عن عرشه في 1089.
نجح خليفة جورج الثاني ديفيد الرابع في إبعاد خطر الغزو العربي. خلال الحملة الصليبية الأولى وباستخدام أبخازيا كمكان للقيادة، استطاع ديفيد أن يسترجع جزءاً من جورجيا، حتى تمت هزيمته بشكل نهائي من قبل السلاجقة في معركة ديدغوري، في 12 أغسطس 1121. خلال حكمه، استطاع ديفيد الرابع أن يجعل من جورجيا قوة إقليمية وبدأ العصر الذهبي للمملكة. بلغت هذه الفترة ذروتها في عهد الملكة تامار. بين 1194 و1204، توسعت جورجيا نحو الجنوب باحتلال أراض أرمنية وأخرى إيرانية حتى مدينة تبريز، وأنشأ إمبراطورية طرابزون.
تطور الأدب والفن عبر السنين وأصبحت أبخازيا إحدى مقاطعات مملكة جورجيا الكبرى. لكن غزو المغول أنهت العصر الذهبي للملكة في القرن الثالث عشر.
وقعت جورجيا في أزمة تحت حكم المغول، وانقسمت المملكة إلى دويلات عدة. في 1260، تحت حكم الملك ديفيد السادس، أنشئت مملكة إيميريتي، التي كانت جزءاً من جورجيا. ضمت إيميريتي الجزء الغربي من جورجيا وأبخازيا مغطية منغريليا وغوريا. في 1455، أعلنت المملكة استقلالها التام عن جورجيا، حيث قسمت جورجيا غلى ثلاث دول، فكانت الدولتين الأخرى تين كارتلي وكاخيتي. منذ ذلك الوقت، أصبحت أبخازيا ساحة الصراع بين الجورجيين، فارس[ ؟ ]، روسيا والإمبراطورية العثمانية. بين 1478 و1483، أنشئ حكم كاخيتي في أبخازيا، لكنه انتهى بشكل سريع.
في 1578، دخل العثمانيين المنطقة وأنشؤوا ولاية تابعة لهم في أبخازيا. وبالرغم من وجود حركة لنشر الإسلام وجعل الدولة إسلامية، ظلت المسيحية المسيطرة، يعود جزء من ذلك للدعم والتأثير الروسي منذ القرن الثامن عشر. خلال هذه السنوات، كبرت الحركة الإسلامية، مما أدى إلى انفصال الأبخاز إلى مسلمين ومسيحيين.

### أبخازيا داخل الامبراطورية الروسية والاتحاد السوفيتي

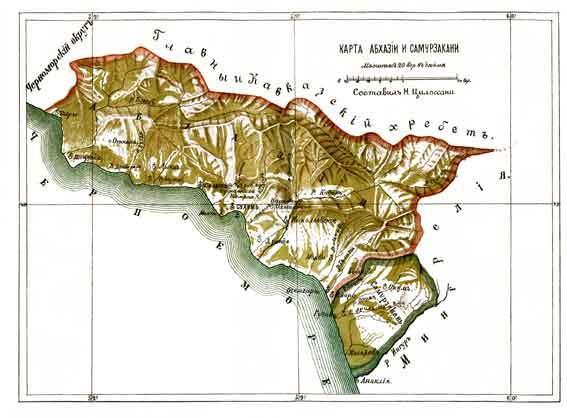
أبخازيا في 1899.

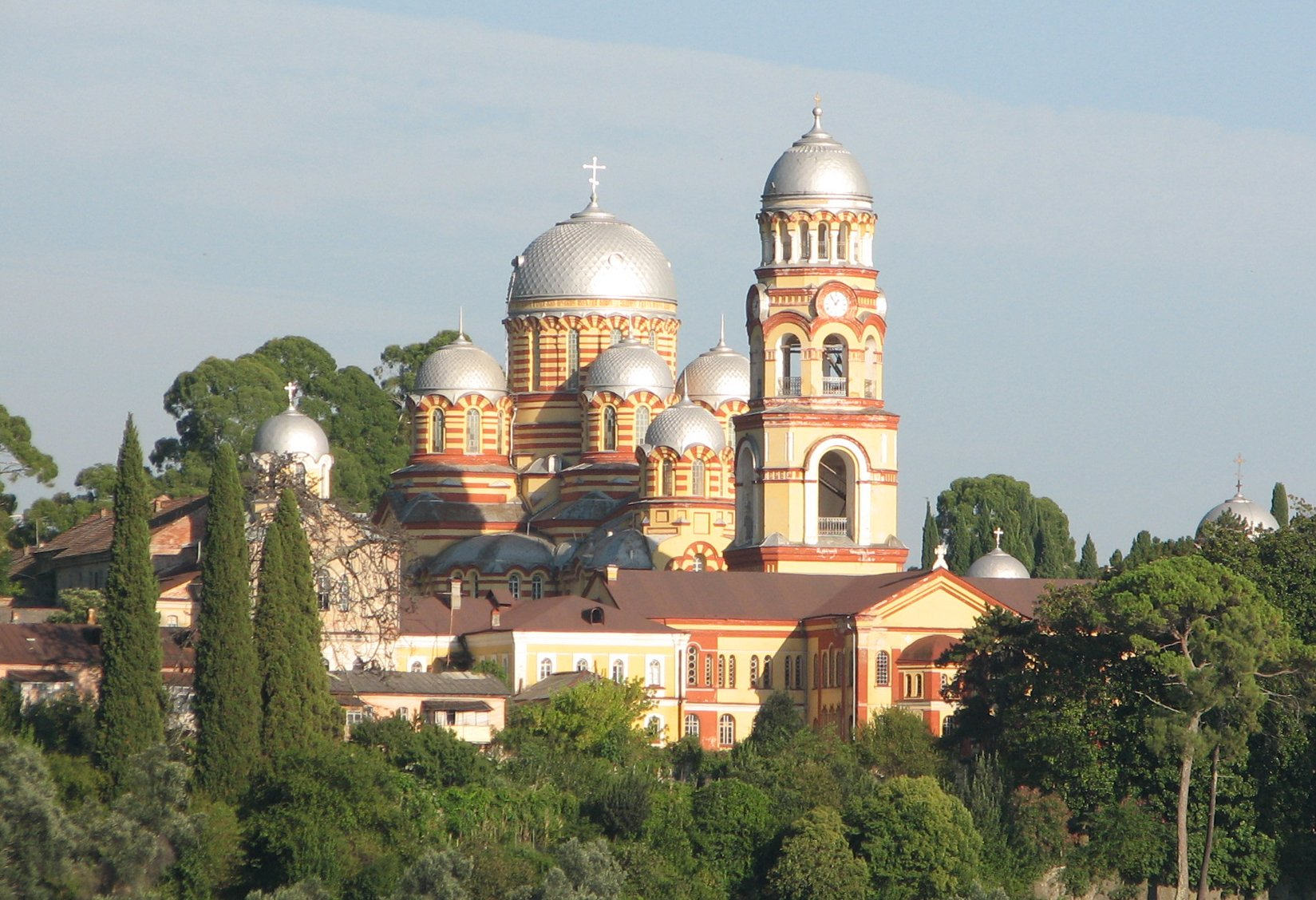
دير ، بني في أواخر القرن التاسع عشر في أثوس الجديدة.

في بداية القرن التاسع عشر عندما تصارع العثمانيون والروس من أجل السيطرة على المنطقة، تبدل رؤساء أبخازيا ذهاباً وإياباً تبعاً للانقسام الديني. قام كيلاش بك بأول محاولة لإنشاء علاقة مع روسيا في عام 1803 وكان ذلك بعد فترة قصيرة من دمج جورجيا الشرقية في محاولة لتوسيع الامبراطورية القيصرية (1801). لكن الاتجاه الموالي للحكم العثماني كان هو الغالب لفترة قصيرة بعد اغتيال كيلاش بك على يد ابنه أصلان بك في 2 مايو 1808. وفي الثاني من يوليو عام 1810، اقتحمت مشاة البحرية الروسية سوهوم كالي واستبدلت اصلان بك بأخيه الأصغر المنافس له سيفر علي بك (1810-1821)، والذي اعتنق المسيحية واطلق على نفسه اسم جورج[ ؟ ]. وانضمت أبخازيا إلى الإمبراطورية الروسية كمقاطعة مستقلة. ومع ذلك فقد كان حكم جورج - مثله في ذلك مثل خلفائه - مقتصرا على سوهوم-كالي ومنطقة بزيب. قامت الحرب الروسية التركية التالية بتعزيز المناطق الروسية بقوة، مما أدى إلى مزيد من الانقسام بين النخبة في أبخازيا خاصة الانقسامات الدينية. أثناء حرب القرم (1853-1856)، اضطررت القوات الروسية للجلاء عن أبخازيا، واتجه الأمير مايكل (1822-1864) إلى العثمانيين. لكن فيما بعد تم تعزيز التواجد الروسي كما أن مرتفعات القوقاز الغربية خضعت وأخيراً لروسيا في عام 1864. لم تعد القيصرية الروسية بحاجة لاستقلال أبخازيا الذاتي وانتهى حكم الشيرفاشيدز؛ في نوفمبر 1864، وأجبر الأمير مايكل على التخلي عن حقوقه والإقامة فيفرونزه. تم إدراج أبخازيا في الإمبراطورية الروسية كمقاطعة عسكرية خاصة بسوهوم- كالي والتي تحولت في 1883 إلى أوكروج كجزء من كواتيس غوبرنيه. قامت أعداد كبيرة من المسلمين الأبخازيين - الذين يقال أنهم يشكلون 40% من نسبة الأبخاز، وذلك على الرغم من أن هذه التقارير ليس جديرة بالثقة - بالهجرة إلى الإمبراطورية العثمانية فيما بين عامي 1864 و1878 مع سائر السكان المسلمين في القوقاز في عملية تعرف باسم مهاجيريزم.
مناطق واسعة من المنطقة تركت غير مأهولة، كما هاجر العديد من الأرمن والجورجيين والروس وغيرهم في ما بعد إلى أبخازيا معيدين توطين جزء كبير من الأراضي التي تركوها. ووفقا للمؤرخين الجورجيين فإن القبائل الجورجية (المنجرليون والسفانيين) سكنوا أبخازيا منذ عهد مملكة كولخيس. وبعض العلماء الجورجيين أدعوا أن الأبخاز منحدرين من قبائل شمال القوقاز التي هاجرت إلى أبخازيا من جهة الشمال من جبال القوقاز واندمجت هناك مع السكان الجورجيين الموجودين. لكن هذه النظرية لا تحظى بتأييد كبير بين معظم الأكادميين الأبخاز.

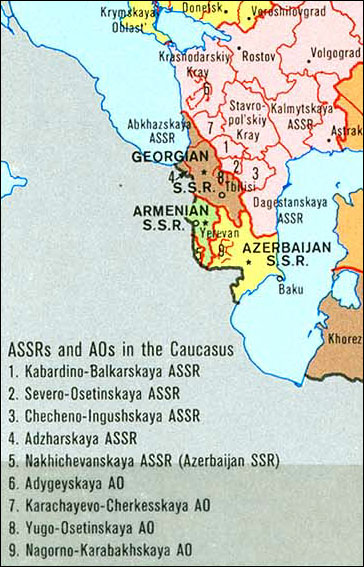
الحالة السياسية للقوقاز السوفيتي عام 1989. الجمهورية الأبخازية الاشتراكية السوفيتية المستقلة ذاتيا مكتوبة باسم "Abkhazskaya ASSR" حيث كانت جزء من جمهورية جورجيا الاشتراكية السوفيتية.

راية الاشتراكية السوفيتية وجمهورية أبخازيا (جمهورية اشتراكية سوفييتية أبخازية) في عام 1925.

علم جمهورية أبخازيا الاشتراكية السوفيتية المستقلة ذاتياً (الأبخاز ASSR) في عام 1978.

علم جمهورية أبخازيا الاشتراكية السوفيتية في عام 1989.

أدت الثورة الروسية لسنة 1917 إلى قيام جورجيا المستقلة (التي تضم أبخازيا) في عام 1918. كانت هناك بعض المشاكل التي واجهت حكومة منشفيك الجورجية في معظم المناطق بالرغم من الحكم الذاتي المحدود الممنوح للمنطقة. في عام 1921 قام الجيش الأحمر البلشيفي بغزو جورجيا منهياً بذلك استقلالها قصير الأمد. وقامت أبخازيا كجمهورية سوفيتية اشتراكية (جمهورية أبخازيا الاشتراكية السوفيتية) مع المركز الغامض للمعاهدة الجمهورية المتعلقة بجمهورية جمهورية جورجيا الاشتراكية السوفيتية. في عام 1931، جعلها ستالين جمهورية ذات حكم ذاتي (الجمهورية الأبخازية الاشتراكية السوفيتية المستقلة ذاتيا أو باختصار أبخاز ASSR) بداخل جمهورية جورجيا الاشتراكية السوفيتية. بالرغم من حكمها الذاتي الاسمي، كانت معرضة لحكم مباشر قوي من السلطات المركزية السوفيتية. شجع كل من لافرينتي بيريا وستالين الهجرة من جورجيا إلى أبخازيا، وقبل الكثيرين العرض واستوطنوا هناك. كما انتقل الروس إلى أبخازيا بأعداد كبيرة. في وقت لاحق، من الخمسينيات والستينيات، شجع وموَل فازجين الأول والكنيسة الأرمينية الهجرة الأرمينية إلي أبخازيا. حاليا، الأرمن هم ثاني أكبر مجموعة أقلية في أبخازيا (يشابه لحد قريب الجورجيين)، بالرغم من تناقص أعدادهم بشكل كبير من 77,000 في إحصاء عام 1989 إلي 45,000 في إحصاء عام 2003 (أنظر الديموغرافيا).
انتهى اضطهاد الأبخاز بوفاة ستالين وإعدام بيريا، وتم إعطاء دور أكبر للأبخاز في حكم الجمهورية. كما هو الحال في معظم الجمهوريات المستقلة الأصغر، شجعت الحكومة السوفيتية تنمية الثقافة والأدب بشكل خاص. تم تخصيص حصص عرقية لأسباب بيروقراطية محددة، بإعطاء الأبخاز درجة من السلطة السياسية التي لا تتناسب مع كونهم أقلية في الجمهورية. وهذا فسره البعض بأنه «فرق تسد» السياسة التي من خلالها تم إعطاء النخبة المحلية نصيب من السلطة في مقابل دعم النظام السوفيتي.في أبخازيا كما في أماكن أخرى، أدت جماعات عرقية أخرى - وفي تلك الحالة، استاء الجورجيين من ما اعتبروه تمييز ظالم، وبالتالي أثار الفتنة الطائفية في الجمهورية.

### أبخازيا في الحقبة الجورجية بعد السوفيتية
كما بدأ الاتحاد السوفيتي في التفكك في نهاية الثمانينات، ازدادت التوترات العرقية بين الأبخاز والجورجيين أمام حركات جورجيا نحو الاستقلال. عارض العديد من الأبخاز هذا، خوفا من أن وجود جورجيا مستقلة من شأنه أن يؤدي إلى القضاء على استقلال أبخازيا، وناقشوا بدلاَ من ذلك استقلال أبخازيا كجمهورية سوفيتية اشتراكية بحد ذاتها. تحول ذلك النزاع إلى أعمال عنف في 16 يوليو 1989 في سوخومي. ويقال أن ستة عشر جورجي لقوا مصرعهم وجرح 137 آخرين عندما حاولوا الالتحاق بجامعة جورجية بدلاً من جامعة أبخازية. بعد عدة أيام من العنف، استعادت القوات السوفيتية النظام في المدينة وألقت اللوم على القوات الشبه عسكرية الوطنية المعادية لإثارة المواجهات.
في مارس 1990، أعلنت جورجيا سيادتها الخاصة، مخالفة بذلك المعاهدات السوفيتية الموضوعة في 1921، مما كان خطوة نحو الاستقلال التام. قاطعت جمهورية جورجيا استفتاء 17 مارس 1991 الذي جرى في كل الاتحاد داعياً إلى التجديد الاتحاد السوفيتي الذي دعا إليه ميخائيل غورباتشوف - ولكن 52.3 ٪ من سكان أبخازيا (تقريبا كل العرق الغير جورجيين) شاركوا في الاستفتاء والتصويت بأغلبية ساحقة (98.6 ٪) للحفاظ على الاتحاد. قاطعت معظم الأعراق الغير جورجية فيأبخازيا في وقت لاحق في 31 مارس مذكرة الاستقلال الجورجي، والذي أيده أغلبية هائلة من سكان جورجيا. في غضون أسابيع، أعلنت جورجيا استقلالها في 9 أبريل 1991، من قبل المنشق السوفيتي السابق زفياد جامساخورديا. تحت حكم جامساخورديا، كان الوضع هادئاW نسبياW في أبخازيا، وسرعان ما تم التوصل لاتفاق لتقاسم السلطة بين الفصائل الأبخازية والجورجية، ومنح الأبخاز تمثيل زائد في الهيئة التشريعية المحلية.
ولكن سرعان ما تم تحدي حكم جامساخورديا من قبل مجموعات معادية التي كانت تحت قيادة تينجيز كيتوفاني، والذي أجبره علي الهروب من البلاد في انقلاب عسكري في يناير 1992. حل وزير الخارجية السابق السوفيتي ومصمم تفكك اتحاد الجمهوريات الاشتراكية السوفيتية إدوارد شيفرنادزه محل جامساخورديارئيساً، وورث الحكومة التي تهيمن عليها المتشددين الجورجية الوطنيين. لم يكن ذو قومية عرقية ولكنه تجنب أن يتم اعتباره موالي للشخصيات المهيمنة في إدارته وقادة الانقلاب الذين أتوا به إلى السلطة.
في 21 فبراير 1992، أعلن المجلس العسكري الحاكم إلغاء دستور الحقبة السوفيتية واستعادة دستور 1921 الخاص بجمهورية جورجيا الديمقراطية. فسر الكثير من أبخازيا ذلك بوصفه إلغاء الحكم الذاتي، رغم أن دستور 1921 تضمن النص على الحكم الذاتي في المنطقة. وفي 23 يوليو 1992، أعلنت فصائل الأبخاز في المجلس الأعلى للجمهورية استقلالها الفوري عن جورجيا، على الرغم من أن الجلسة تم مقاطعتها من نواب العرق الجورجي حيث لم تتعرف جورجيا على استقلال أبخازيا. أطلقت القيادة الأبخازية حملة طرد المسؤولين الجورجيين من مكاتبهم، وهي عملية كانت مصحوبة بعنف. في غضون ذلك، قام الزعيم الأبخازي فلاديسلاف أردزينبا بتكثيف علاقاته مع المتشددين السياسين الروس ونخبة من العسكريين، وأعلن استعداده للحرب مع جورجيا.

### الحرب الأبخازية
في أغسطس 1992، اتهمت الحكومة الجورجية أنصار جامساخورديا باختطاف وزير داخلية جورجيا، وأخذه كأسير في أبخازيا. الحكومة الجورجية أرسلت 3,000 من قوات إلى المنطقة، لاستعادة النظام. كان الأبخاز غير مسلحين نسبياً في ذلك الوقت وتمكنت القوات الجورجية من الدخول إلي سوخومي بمقاومة قليلة نسبياً، وترتب علي ذلك اشتباكات عرقية علي أساس السلب والنهب والجرائم والاعتداءات. تم إجبار القوات الأبخازية إلى التراجع إلى غودوتا وتكفارشيلي.
قوبلت هزيمة القوات العسكرية الأبخازية برد عدائي من قبل كونفدرالية شعوب جبال القوقاز الذي نصب نفسه كقوات حماية للحركات الموالية لروسيا في شمال القوقاز وضمت هذه القوى الشركس والأباظة والشيشانيون والقوزاق والأوسيتيون ومئات المتطوعين من القوات الروسية الشبة عسكرية، بما فيهم الذي لم يكن معروفاً آنذاك شامل باساييف - الزعيم اللاحق لحركة معادية لموسكو وتعد الانفصال الشيشاني عنها - أي جانب الانفصاليين الأبخاز ليحاربوا الحكومة الجورجية. كما قيل أيضاً أن القوات الروسية تحالفت مع الانفصاليين. في سبتمبر، شنّ الأبخاز والقوات الشبة عسكرية الروسية هجوما كبيرا ضد غاغرا بعد كسر وقف إطلاق النار، مم أدى غلى خروج القوات الجورجية من مساحات واسعة في الجمهورية. اتهمت حكومة شيفرنادزه روسيا بالقيام بدعم عسكري سري للمتمردين بهدف «الانفصال عن جورجيا بحدودها الإقيليمية والأراضي الحدودية الروسية-الجورجية». وانتهى عام 1992 بسيطرة المتمردين على جزء كبير من شمال غرب أبخازيا من سوخومي.
توقف القتال حتى يوليو 1993، عندما شن الجنود الانفصاليين الأبخاز هجوماً على سوخومي التي يسيطر عليها الجورجيين بهدف أسقاط النظام الجورجي. قاموا بحصار وقصف العاصمة بكثافة، حيث كان شيفرنادزه أسيراً. وافقت الأطراف المتحاربة على الهدنة التي توسطت فيها روسيا في سوتشي في نهاية يوليو، ولكن الهدنة انهارت في منتصف سبتمبر 1993 بعد أن جدد الأبخاز الهجوم. بعد عشرة أيام من القتال العنيف، تم احتلال سوخومي من قبل القوات الأبخازية في 27 سبتمبر 1993. نجا شيفرنادزه من الموت باًعجوبة بعد أن تعهد بالبقاء في المدينة مهما حدث. أُجبر على الفرار عندما أطلق القناصين الانفصاليين النار على الفندق الذي كان يقيم به. ارتكب الأبخاز والجنود الشمال القوقازيين وحلفائهم من المتشددين العديد من الأفعال الوحشية  ضد ما تبقى في المدينة من أصل جورجي، في ما سمي بمجزرة سوخومي. استمرت عمليات القتل الجماعي والدمار لمدة أسبوعين، مما أسفر عن آلاف القتلى والمفقودين.
وقد اجتاحت القوات الأبخازية بسرعة بقية أبخازيا كما واجهت الحكومة الجورجية تهديد ثاني: انتفاضة من مؤيدي زفياد جامساخورديا المخلوع في منطقة منغريليا (ساميجريليو). أدت الهزيمة الجورجية إلى فرار معظم أصحاب العرق الجورجي من المنطقة، هاربين من التطهير العرقي الذي بدأه المنتصرين. مات عدة آلاف - تم تقديرهم بين 10.000 و30.000 من الأصول الجورجية وهلك 3.000 من الأصول الأبخازية - ونحو 250.000 من الأشخاص (أغلبهم جورجيين) تم نفيهم.
خلال الحرب، تم الإبلاغ عن انتهاكات لحقوق الإنسان من كلا الجانبين (انظر تقرير مراقبة حقوق الإنسان). في المرحلة الأولى من الحرب، أُتهمت القوات الجورجية بارتكاب عمليات نهب  وجرائم بهدف تخويف، سرقة وإبعاد الأبخاز عن ديارهم. في حين اتهمت جورجيا القوات الأبخازية وحلفائها لقيامهم بتطهير عرقي مقصود للجورجيين في أبخازيا، والذي تم أيضا التعرف عليها من منظمة الأمن والتعاون الأوروبي (OSCE) ومؤتمر القمة في بودابست (1994) ولشبونة (1996) وإسطنبول (1999). وافق مجلس الأمن الدولي في سلسلة من القرارات التي تدعو إلى وقف إطلاق النار وأدان سياسة التطهير العرقي الأبخازية.
من بين 200,000 إلى 240,000 من اللاجئيين الجورجيين، نحو 60,000 منهم عادوا بمحض إرادتهم إلى أبخازيا في مقاطعة غالي بين عامي 1994 و1998، ولكن شُرد عشرات الآلاف مرة أخرى عندما استؤنف القتال في مقاطعة غالي في عام 1998. ومع ذلك، من 40,000 إلى 60,000 لاجئ قد عاد إلى المقاطعة منذ عام 1998، بما في ذلك الأشخاص الذين قطعوا خط وقف إطلاق النار، وهؤلاء المهاجرون الموسميين وفقا للدورات الزراعية. ظلت حالة حقوق الإنسان غير مستقرة لبعض الوقت في جورجيا والمناطق الآهلة بالجورجيين في مقاطعة غالي. وقد دعت الأمم المتحدة والمنظمات الدولية الأخرى بلا جدوى السلطات الأبخازية الحالية «على الامتناع عن اتخاذ تدابير لا تتفق مع حق العودة ومع المعايير الدولية لحقوق الإنسان مثل تشريع التمييز العنصري... [و] ليتعاونوا في إنشاء مكتب دائم لحقوق الإنسان في غالي ليقروا بالسياسات المدنية للأمم المتحدة بدون المزيد من التأخير». كبار المسئولين من منطقة غالي تقريبا كانوا من أصول أبخازية، بالرغم من أن الموطفين المساعدين من أصول جورجية.

### أبخازيا بعد الحرب
تم إجراء انتخابات رئاسية في 3 أكتوبر 2004 في أبخازيا، كان من الواضح أن روسيا تؤيد راؤول خادجيمبا رئيس الوزراء المدعوم من قبل الرئيس الانفصالي المعتل المنتهية ولايته فلاديسلاف أردزينبا. ملصقات الرئيس الروسي فلاديمير بوتين مع خادجيبما، الذي مثله مثل بوتين كان يعمل مستشاراً في المخابرات الرسمية، كانت في كل مكان في سوخومي. النواب في البرلمان الروسي والمطربين الروسي بقيادة جوزيف كوبوزون وهو نائب ومطرب شعبي، حضروا إلى أبخازيا لحملة خادجيبما.
إلا أن راؤول خادجيمبا خسر الانتخابات أمام سيرغيه باغابش. أدى الوضع المتوتر في الجمهورية إلى إلغاء نتائج الانتخابات من قبل المحكمة العليا. بعد ذلك تم التوصل إلى اتفاق مع منافسه السابق للدخول في الانتخابات معاً - باجابش بوصفه المرشح الرئاسي وخادجيمبا باعتباره مرشحاً لمنصب نائب الرئيس. تلقوا أكثر من 90 ٪ من الأصوات في الانتخابات الجديدة.
في يوليو 2006، شنت القوات الجورجية عملية بوليسية ناجحة ضد محافط جورجيا المتمرد من وادي كودوري، إمزار كفيتسياني. كفيتسياني، الذي تم تعيينه من قبل الرئيس السابق لجورجيا إدوارد شيفرنادزه، ورفض الاعتراف بسلطة الرئيس ميخائيل ساكاشفيلي، الذي خلف شيفاردنادزه بعد الثورة الوردية. على الرغم من أن كفيتسياني قد فر من الاعتقال من قبل الشرطة الجورجية، تم استعادة وادي كودوري تحت حكم الحكومة المركزية في إمارة تيفليس[ ؟ ].
استمرت أعمال عنف متقطعة طوال سنوات ما بعد الحرب. على الرغم من وجود قوات حفظ سلام روسية في أبخازيا، إدعى المسؤولون الجورجيين بشكل مستمر أن قوات حفظ السلام الروسية كانت تحرض على العنف عن طريق إمداد المتمردين الأبخاز بالأسلحة والدعم المادي. دعم روسيا لأبخازيا أصبح واضحاً عندما أصبح الروبل الروسي عملة الأمر الواقع وبدء روسيا في إصدار جوازات سفر روسية لسكان أبخازيا. كما اتهمت جورجيا روسيا بانتهاك مجالها الجوي بطائرات الهليكوبتر لمهاجمة البلدات الخاضعة للسيطرة الجورجية في وادي كودوري. في أبريل 2008، أسقطت طائرة من طراز ميج الروسية - المحظورة من المجال الجوي الجورجي - طائرة جورجية من طراز UAV.
في 9 أغسطس 2008، أطلقت القوات الأبخازية النيران على القوات الجورجية في وادي كودوري. وتزامن ذلك مع حرب أوسيتيا الجنوبية 2008 حيث قررت روسيا أن تدعم الانفصاليين في أوسيتيا الذين تعرضوا للهجوم من جانب جورجيا. تصاعد النزاع ليصبح حرباً شملت الاتحاد الروسي وجمهورية جورجيا. في 10 أغسطس 2008، ما يقدر بـ 9,000 من القوات الروسية دخلت أبخازيا لتعزيز قوات حفظ السلام الروسية في هذه الجمهورية. حوالي 1,000 من القوات الأبخازية انتقلت لطرد ما تبقى من القوات الجورجية بداخل أبخازيا في أعالي وادي كودوري. وبحلول 12 أغسطس، طردت القوات الجورجية والمدنيين الجورجيين من آخر قسم أبخازي كان واقعاً تحت السيطرة الجورجية. واعترفت روسيا باستقلال أبخازيا في 26 أغسطس 2008. وعلاوة على ذلك، في 17 نوفمبر 2008، صدق البرلمان الأبخازي علي مشروع قانون يخول بناء قاعدة عسكرية روسية في أبخازيا في عام 2009.
منذ اعتراف روسيا باستقلال أبخازيا، قامت هناك عدة اتفاقيات مثيرة للجدل بين الطرفين أدت إلى بيع أو تأجير عدد من المناطق الحدودية بين الطرفين. في مايو 2009، قامت عدة أحزاب معارضة وقوى جندية بالاعتراض على هذه الصفقات بحجة أن هذه الصفقات تمس باستقلال أبخازيا وخطورة هذه الاتفاقيات في استبدال القوة الاستعمارية الجورجية بالروسية. استقال نائب الرئيس راؤول خادجيمبا في 28 مايو لوقوفه إلى جانب المعارضة. بعد ذلك، رشح مؤتمر للأحزاب المعارضة راؤول خادجيمبا كممثل لهذه الأحزاب في الانتخابات الرئاسية الأبخازية التي أقيمت في ديسمبر 2009، حين فاز سيرغيه باغابش.

## الوضع الدولي

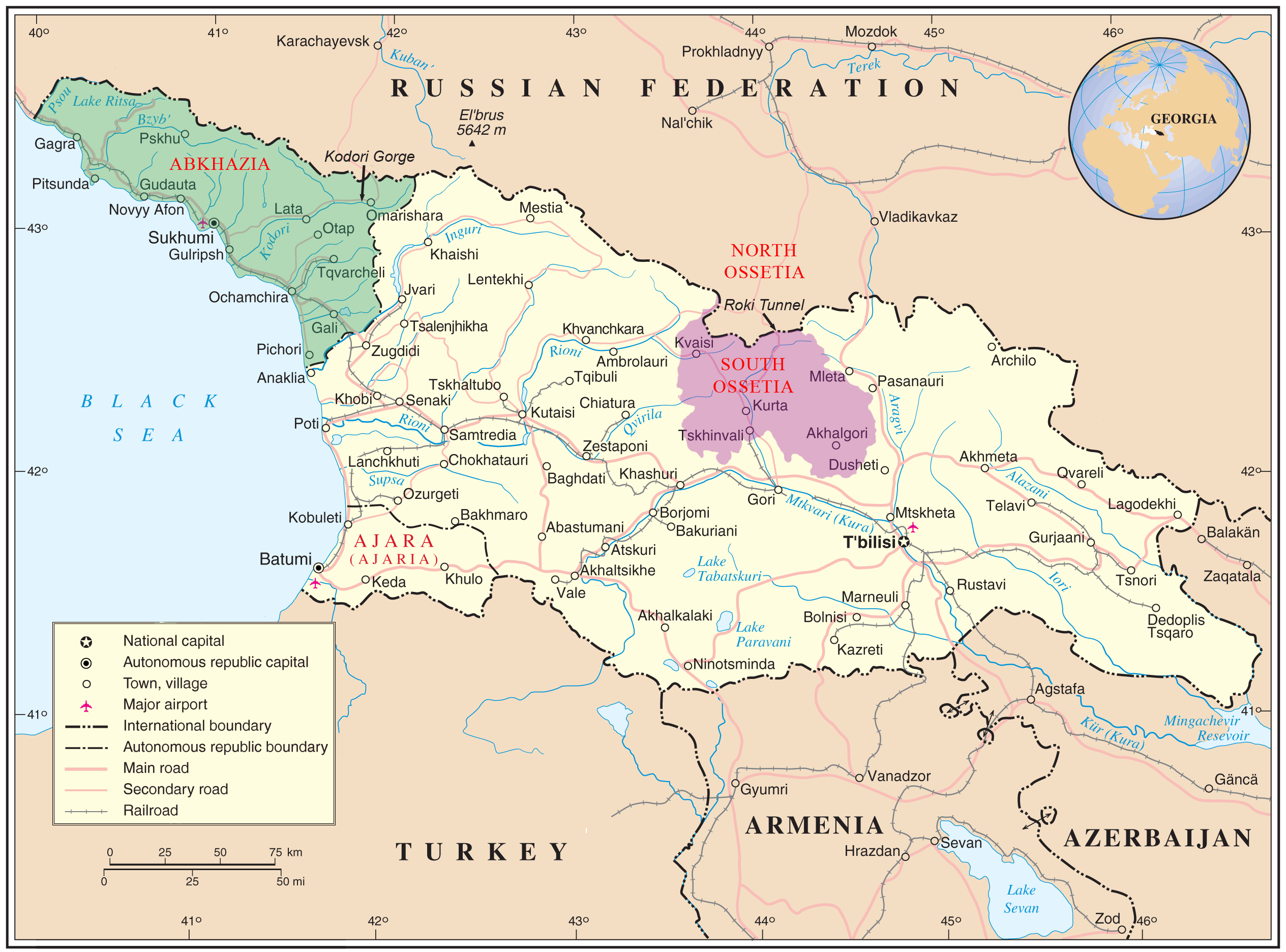
تسليط الضوء على خريطة جورجيا أبخازيا (الخضراء) وأوسيتيا الجنوبية (الأرجواني).

اعترفت الحكومة الفيدرالية الروسية ونيكاراغوا رسميا بأبخازيا بعد حرب أوسيتيا الجنوبية في 2008. كما اعترفت كل من جمهورية ترانسنيستريا غير المعترف بها وجمهورية أوسيتيا الجنوبية المعترف بها جزئيا بأبخازيا منذ عام 2006. أبخازيا وأوسيتيا الجنوبية وترانسنيستريا، والجمهورية غير المعترف بها ناغورني كاراباخ تنتمي جميعها إلى الجماعة الأوروبية للديمقراطية وحقوق الإنسان، وهي مجموعة حاولت تعزيز قضية الدول الغير معترف بها التي جاءت من الاتحاد السوفيتي السابق. أبخازيا أيضا عضو في منظمة الأمم والشعوب الغير ممثلة (UNPO). سائر الدول ذات السيادة اعترفوا بأبخازيا كجزء لا يتجزأ من جورجيا ودعموا سلامة أراضيها وفقا للمبادئ الواردة في القانون الدولي على الرغم من أن بيلاروسيا وفنزويلا أعربوا عن تعاطفهم تجاه الاعتراف بأبخازيا. وكانت الأمم المتحدة قد حثت الجانبين على تسوية النزاع من خلال الحوار الدبلوماسي والتصديق على الوضع النهائي لابخازيا في دستور جورجيا. ومع ذلك، فإن حكومة الأبخاز الحالية تعتبر أبخازيا دولة ذات سيادة، حتي لو كانت معترف بها فقط من قبل روسيا ونيكاراغوا.في أوائل عام 2000، التمثسل الخاص للأمم المتحدة آنذاك للأمين العام ديتر بودن ومجموعة من أصدقاء جورجيا، يتكون من ممثلين لروسيا والولايات المتحدة وبريطانيا وفرنسا وألمانيا قاموا بتقديم مسودة وقدموا وثيقة غير رسمية للأطراف محددا فيها تقسيم ممكن للاختصاصات بين السلطات الأبخازية والجورجية، علي أساس المبدأ الأصلي باحترام سلامة الأراضي الجورجية.و لكن الجانب الأبخازي لم يقبل قط بالوثيقة كأساساً للمفاوضات. وفي نهاية المطاف، سحبت روسيا أيضا موافقتها على الوثيقة. وفي عام 2005 وعام 2008، عرضت الحكومة الجورجية علي أبخازيا درجة عالية من الحكم الذاتي هيكل فيدرالي جائز داخل حدود ولاية جورجيا وسلطتها القضائية.
في 18 تشرين الأول / أكتوبر 2006، مرر مجلس الشعب في أبخازيا قرارا، يدعو روسيا والمنظمات الدولية، وبقية المجتمع الدولي للاعتراف باستقلال أبخازيا على أساس أن أبخازيا تمتلك كل خصائص الدولة المستقلة. قامت الأمم المتحدة بالتأكيد مجددا علي «التزام جميع الدول الأعضاء بسيادة واستقلال جورجيا وسلامة أراضيها ضمن حدودها المعترف بها دوليا» وحدد المبادئ الأساسية لتسوية النزاعات التي تدعو إلى العودة الفورية لجميع المشردين ولعدم استئناف الأعمال العدائية.
تتهم جورجيا انفصاليين أبخازيا بقيامهم بإجراء حملة متعمدة من التطهير العرقي للجورجيين ما بين 200,000 إلي 240,000، مطالبة بدعم من منظمة الأمن والتعاون الأوروبي (إعلان بودابست ولشبونة، إسطنبول)، والجمعية العامة للأمم المتحدة (القرار 10708) والعديد من الحكومات الغربية. كان مجلس الأمن الدولي قد تجنب استخدام مصطلح «التطهير العرقي» لكنه اكد «عدم مقبولية التغيرات الديموغرافية الناجمة عن الصراع». وفي 15 مايو 2008 اعتمدت الجمعية العامة للأمم المتحدة قرار غير ملزم بالاعتراف بحق جميع اللاجئين (بما في ذلك ضحايا ما قيل عنهم ضحايا «التطهير العرقي») في العودة إلى أبخازيا، وحقوقهم في ملكيتهم الخاصة. انها «تأسف» للمحاولات السابقة للحرب بتغيير التكوين الديمغرافي، ودعت إلى «تطوير سريع لوضع جدول زمني لضمان سرعة العودة الطوعية لجميع اللاجئين والمشردين داخليا إلى ديارهم».
في 28 مارس 2008، كشف رئيس جورجيا ميخائيل ساكاشفيلي عن الاقتراحات الجديدة لحكومته لأبخازيا: أكبر قدر ممكن من الاستقلال الذاتي ضمن إطار الدولة الجورجية، وجود منطقة اقتصادية حرة مشتركة، والتمثيل في السلطات المركزية بما في ذلك منصب نائب الرئيس مع الحق في الاعتراض على القرارات ذات الصلة بأبخازيا. الزعيم الأبخازي سيرغي باغابش رفض هذه المبادرات الجديدة باعتبارها «دعاية اعلامية»، مما أدى إلى وجود شكاوى جورجية بأن هذه الشكوك «نجمت عن روسيا، وليس عن المزاج الحقيقي للشعب الأبخازي».
و في 3 يوليو 2008، الجمعية البرلمانية لمنظمة الأمن والتعاون الأوروبي مررت قرارا في دورته السنوية في الأستانا، معربا عن قلقه ازاء التحركات الروسية الأخيرة في ابخازيا الانفصالية. ودعا القرار السلطات الروسية بالامتناع عن الحفاظ على العلاقات مع الأقاليم الانفصالية «على أي نحو من شأنه أن يشكل تحديا لسيادة جورجيا»، وكما تحث روسيا «على الامتثال لمعايير منظمة الأمن والتعاون الأوروبي، وقواعد القانون الدولي المتعارف عليها بالنسبة للتهديد أو باستخدام القوة لتسوية النزاعات في العلاقات مع بقية الدول المشاركة.» 

### التدخلات الروسية
خلال النزاع بين جورجيا وأبخازيا، قامت السلطات والقوات العسكرية الروسية بتزويد الجانب الانفصالي بنقل الجنود وتقديم المساعدات العسكرية لهم.
اليوم، لا تزال روسيا تحافظ علي علاقات سياسية قوية ونفوذ عسكري علي الانفصاليين الذين يحكمون أبخازيا.كما قامت روسيا بإصدار جوازات سفر لمواطني أبخازيا منذ عام 2000 (حيث أن جوازات السفر الأبخازية لا يمكن أن تستخدم للسفر الدولي)، وبعد ذلك قامت بدفع معاشات التقاعد وغيرها من الفوائد النقدية. أكثر من 80 ٪ من سكان أبخازية كانوا قد استلموا جوازات سفر روسية بحلول عام 2006. مثل المواطنين الروس الذين يعيشون في الخارج، لا يدفع الأبخازيين الضرائب أو يخدموا في الجيش الروسي. تم إصدار نحو 53,000 جواز سفر أبخازي اعتبارا من أيار / مايو 2007.
المحت موسكو، إنها في أوقات معينة، قد تعترف بأبخازيا وأوسيتيا الجنوبية عندما اعترفت الدول الغربية باستقلال كوسوفو مشيرا إلى أنها أوجدت سابقة. في أعقاب إعلان استقلال كوسوفو أصدر البرلمان الروسي بيان مشترك نصه: «الآن وبعد أن أصبح الوضع في كوسوفو سابقة دولية، ينبغي أن تأخذ روسيا في الاعتبار سيناريو كوسوفو... عند النظر في النزاعات الجارية في الإقليم.»  في البداية واصلت روسيا تأخير اعتراف بكل من تلك الجمهوريتان. ومع ذلك، في 16 نيسان / أبريل 2008، قام الرئيس الروسي فلاديمير بوتين المنتهية ولايته بتوجيه حكومته لتكوين علاقات رسمية مع أوستيا الجنوبية وأبخازيا، مما أدي إلي إدانة جورجيا لما وصف بمحاولة لـ «ضم بحكم الأمر الواقع»  وإلي انتقاد الاتحاد الأوروبي والناتو والعديد من الحكومات الغربية.

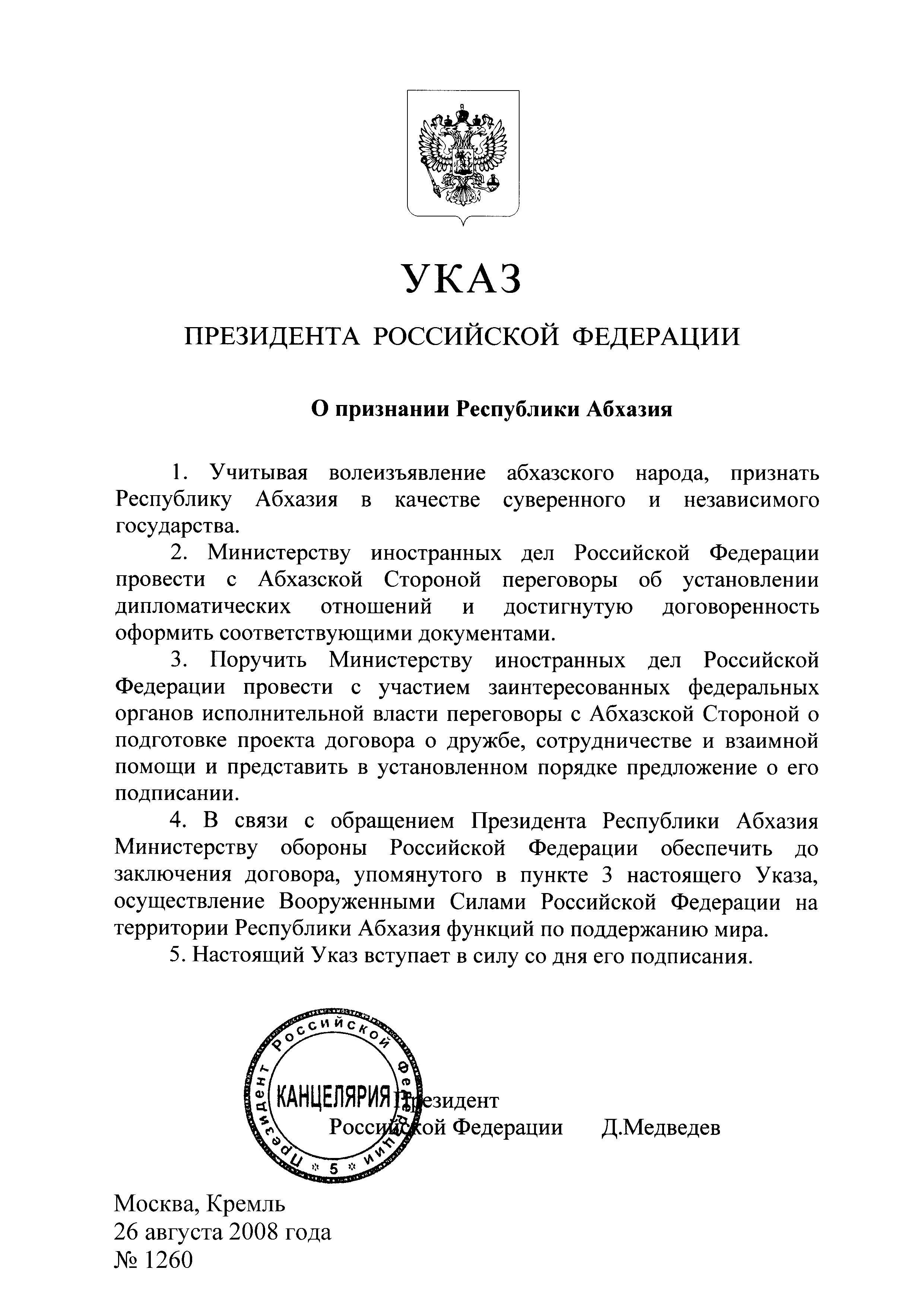
الروسية المرسوم الرئاسي رقم 1260 الاعتراف باستقلال الأبخازية.

في وقت لاحق من نيسان / أبريل 2008، اتهمت روسيا جورجيا بمحاولة استغلال دعم الناتو من أجل السيطرة على أبخازيا بالقوة، واعلنت انها سوف تزيد من وجودها العسكري في المنطقة، وتعهدت بالرد عسكريا على جهود جورجيا. قال رئيس الوزراء الجورجي لادو جيرجندايز ان جورجيا سوف تعامل أي قوات إضافية في أبخازيا كـ«معتدين».
وردا على غزو أوسيتيا الجنوبية، دعت الجمعية الاتحادية لروسيا لعقد دورة استثنائية في 25 آب / أغسطس 2008 لمناقشة الاعتراف بأبخازيا وأوسيتيا الجنوبية. تبعه قرار بالإجماع صدر من قبل مجلسي البرلمان ودعا الرئيس الروسي إلى الاعتراف باستقلال الجمهوريات الانفصالية، 
اعترف الرئيس الروسي دميتري ميدفيديف، بكلاهما في 26 أغسطس 2008. تم  التنديد بالاعتراف الروسي من قبل دول الناتو ورئيس منظمة مجلس الأمن والتعاون الأوروبي، ودول المجلس الأوروبي بسبب " انتهاك السلامة الإقليمية والقانون الدولي" غير أنه سرعان ما أشار إلى أن الدول التي قد أدانت في وقت سابق كانت قد تجاهلت تحذيرات روسيا تسرع في الاعتراف باستقلال كوسوفو المنشق عن صربيا  وعلى الرغم من كونه أحد الموقعين على قرار الأمم المتحدة 1244 (يدعو إلى احترام " سلامة ووحدة أراضي" صربيا)  ذكر الأمين العام للأمم المتحدة بان كي مون أن الدول ذات السيادة يجب أن تبت في الاعتراف بالاستقلال.

### التدخلات الدولية
الأمم المتحدة قد لعبت أدوارا مختلفة أثناء النزاع وفي عملية السلام: دور عسكري من خلال بعثة المراقبة (UNOMIG "مفوضية الأمم المتحدة لمراقبة الوضع في جورجيا)؛ أدوار دبلوماسية مزدوجة من خلال مجلس الأمن وتعيين مبعوث خاص، نجحت من قبل التمثيل الخاص للأمين العام ؛ دور إنساني (UNHCR "وكالة الأمم المتحدة للاجئين  و UNOCHA "مكتب الأمم المتحدة لتنسيق الشؤون الإنسانية")، دور تنموي (UNDP "برنامج الأمم المتحدة الإنمائي")، دور حقوق الإنسان (UNCHR"وكالة الأمم المتحدة للاجئين")، ودور ذو قدرة منخفضة وبناء ثقة في (UNV "متطوعو الأمم المتحدة
").كان موقف الأمم المتحدة أنه لن يكون هناك تغيير قسري في الحدود الدولية. يجب أن يتم التفاوض بشأن أي تسوية بحرية وعلى أساس من الحكم الذاتي لأبخازيا ويتم تشريعه عن طريق الاستفتاء تحت المراقبة الدولية بمجرد عودة الأعراق السكانية المتعددة. ووفقا للتفسيرات الغربية أن التدخل لا يتعارض مع القانون الدولي منذ قيام جورجيا، بوصفها دولة ذات سيادة لها الحق في تأمين النظام على أراضيها، وحماية وحدة أراضيه.
منظمة الأمن والتعاون الأوروبي تعهدت بشكل متزايد في حوار مع المسئولين وممثلين المجتمع المدني في أبخازيا، بخاصة من قبل الجمعيات الأهلية ووسائل الإعلام، فيما يتعلق بمعايير ومقاييس الإنسانية ويعتبر حاضرا في جالي.و أعربت منظمة الأمن والتعاون الأوروبي عن قلقها وإدانتها للتطهير العرقي للجورجيين في أبخازيا خلال عام 1994 من قبل قرار مؤتمر القمة في بودابست  وبعد ذلك في إعلان مؤتمر قمة لشبونة في عام 1996.
الولايات المتحدة ترفض الانفصال من جانب واحد لأبخازيا وتحث على اندماجها في جورجيا باعتبارها وحدة مستقلة. في عام 1998 أعلنت الولايات المتحدة استعدادها لتخصيص ما يصل إلى 15 مليون دولار لإعادة تأهيل البنية التحتية في منطقة غالي في حال إحراز تقدم كبير في عملية السلام. الوكالة الأمريكية للتنمية الدولية «USAID» كانت قد مولت بعض المبادرات الإنسانية لأبخازيا. قامت الولايات المتحدة في السنوات الأخيرة بزيادة كبيرة في دعم وجودها العسكري على القوات المسلحة الجورجية لكنها اكدت انها لن تتغاضى عن أي تحرك في اتجاه فرض السلام في أبخازيا.
و في 22 أغسطس 2006، قام السيناتور ريتشارد لوجار، آنذاك بزيارة تبليسي عاصمة جورجيا، وانضم للسياسين الجورجيين في انتقاد بعثة حفظ السلام الروسية، مشيرا إلى أن «الإدارة الأمريكية تؤيد إصرار حكومة جورجية على سحب قوات حفظ السلام الروسية من مناطق النزاع في ابخازيا ومنطقة تسكينفالي.» 
في 5 أكتوبر 2006، استبعد خافيير سولانا الممثل السامي للسياسة الخارجية والأمنية المشتركة للاتحاد الأوروبي، احتمال استبدال قوات حفظ السلام الروسية مع قوات الاتحاد الأوروبي."  وفي 10 تشرين الأول / أكتوبر 2006، أشار مبعوث الاتحاد الأوروبي في جنوب القوقاز بيتر سيمنيبي إلى ان "تصرفات روسيا في التجسس علي الصف الجورجي قد أضر بمصداقيتها كوسيط محايد في حفظ السلام التابعة لمنطقة جوار البحر الأسود التابع للإتحاد الأوروبي"
يوم 13 أكتوبر 2006، تبنى مجلس الأمن بالإجماع قراراً، استناد إلى مسودة مجموعة من الأصدقاء للأمين العام لمشروع تمديد بعثة مراقبي الأمم المتحدة"UNOMIG" حتى 15 نيسان / أبريل 2007. وإذ تعترف بأن «بالوضع الجديد والمتوتر» كان سببه، على الأقل جزئيا، القوات الخاصة الجورجية في وادي كودوري الأعلى، وحث القرار الدولة لضمان عدم تواجد القوات غير المسموح بها من قبل اتفاقية موسكو لوقف إطلاق النار في تلك المنطقة. وحثت قيادة الجانب الأبخازي على أن توجه بجدية الحاجة إلي عودة كريمة وأمنة للاجئين والمشردين داخليا وعلي أن تطمئن السكان المحليين لمنطقة جالي بأنه سيتم احترام حقهم في الإقامة وهويتهم.الجانب الجورجي «ومرة أخرى تم الحث على التعامل بجدية مع المخاوف الأمنية المشروعة لأبخازيا، وذلك لتجنب الخطوات التي يمكن أن ينظر إليه على أنها تهديد، والامتناع عن اللهجة المتشددة والأعمال الاستفزازية، وخاصة في شمال وادي كودوري». ودعا كل من الطرفين لمتابعة مبادرات الحوار، وكذلك حثهم على الامتثال التام لجميع الاتفاقيات السابقة بشأن نبذ العنف وبناء الثقة، ولا سيما تلك المتعلقة بفصل القوات. وفيما يتعلق بالدور المتنازع عليه من قوات حفظ السلام التابعة لرابطة الدول المستقلة، شدد المجلس على أهمية توثيق التعاون الفعال بين بعثة مراقبي الأمم المتحدة
و تلك القوة وتطلعت أن يقوم جميع الأطراف على مواصلة تقديم التعاون اللازم لهما. في الوقت نفسه، تم التأكيد علي الوثيقة من جديد «التزام جميع الدول الأعضاء بسيادة واستقلال جورجيا وسلامة أراضيها ضمن حدودها المعترف بها دوليا».
فإن هالو ترست، وهي منظمة دولية غير ربحية متخصصة في إزالة مخلفات الحرب، ونشطت في أبخازيا منذ عام 1999 وانتهت من إزالة الألغام الأرضية في سوخومي وفي منطقة جالي. وقد خططت لإنهاء عملياتها في 2007/2008، وأن تعلن أبخازيا منطقة «خالية من تأثير الألغام».
المنظمة الأهلية الرئيسية التي تعمل في أبخازيا هي فرنسية علي أساس المنظمة الأهلية الدولية Première-Urgence  وقامت منظمة Première-Urgence بتنفيذ برامج إعادة تأهيل وإنعاش للاقتصاد لدعم السكان المتضررين من جراء الصرعات المتجمدة لأكثر من ما يقرب من 10 سنوات.

### الاعتراف الدولي
كانت ابخازيا دولة غير معترف بها في معظم تاريخها. ومع ذلك، قد اكتسبت الحد الأدنى من الاعتراف الدولي. وفيما يلي قائمة بالكيانات التي تعترف رسميا بأبخازيا.
- أوسيتيا الجنوبية - اعترفت أوسيتيا الجنوبية بأبخازيا منذ عام 2006.[75]
- ترانسنيستريا - اعترفت ترانسنيستريا تبادلياً بأبخازيا منذ عام 2006.[75]
- روسيا - اعترفت روسيا بأبخازيا بعد حرب اوسيتيا الجنوبية سنة 2008.[76]
- نيكاراغوا - اعترفت نيكاراغوا بأبخازيا في أيلول / سبتمبر 2008.
- فنزويلا - اعترفت فنزويلا عند زيارة رئيسها هوغو شافيز روسيا بأبخازيا يوم 19/9/2009.[77]
- ناورو اعترفت بأبخازيا في 15 ديسمبر، 2009.[78]
- كوبا اعترفت بأبخازيا في 22 ديسمبر 2009.
- سوريا اعترفت بأبخازيا في يناير 2010.

## الجغرافيا والمناخ

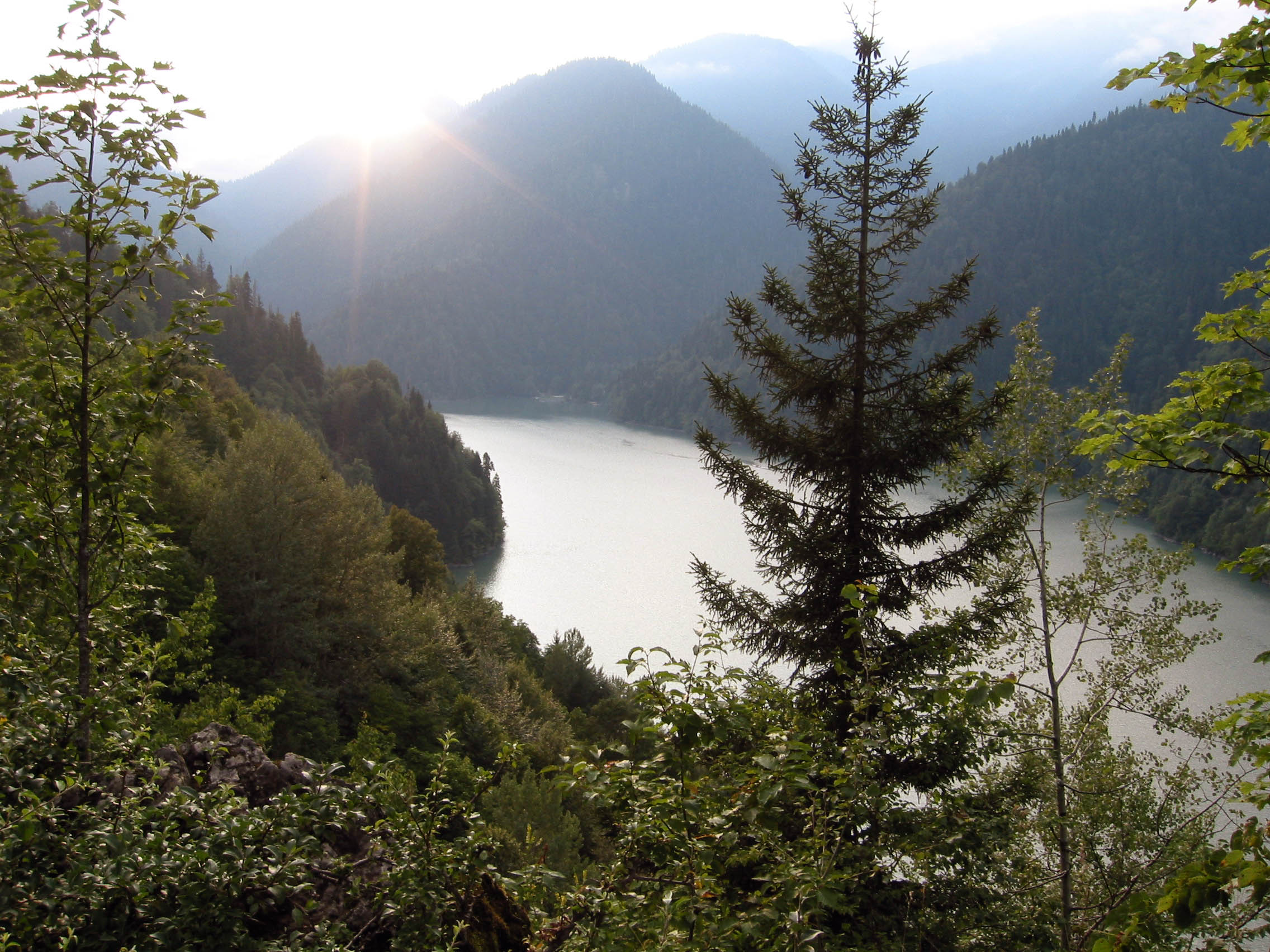
بحيرة ريتسا.

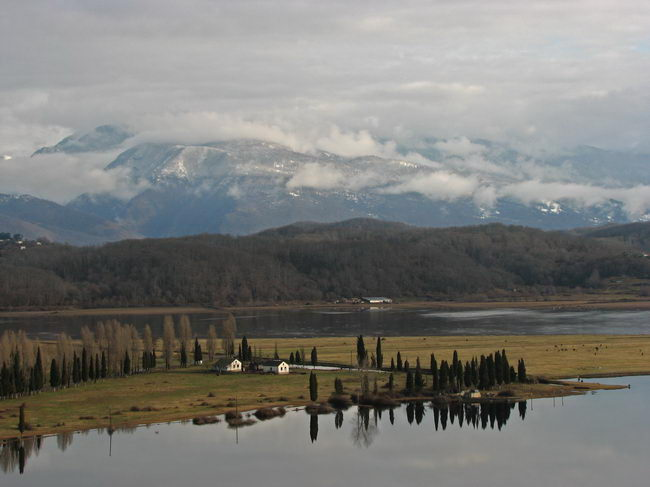
منظر من بيتسوندا.

تبلغ مساحة أبخازيا حوالي 8,600 كلم مربع وتقع في الطرف الغربي من جورجيا. جبال القوقاز إلى الشمال والشمال الشرقي ليفصل أبخازيا عن روسيا الفيدرالية. إلى الشرق والجنوب الشرقي، تحد ابخازيا المنطقة الجورجية ساميجرليو - زيمو سفانيتي، ومن الجنوب والجنوب الغربي البحر الأسود.
أبخازيا منطقة جبلية بشدة. تقع سلسلة جبال القوقاز الكبري بطول الحدود الشمالية للمنطقة، مع سلسلة جبال سبيرز- والجارجا وبزيب وكودري - مقسما المنطقة إلي عدة وديان عميقة جيدة المياة.تقع أعلى قمم ابخازيا في شمال شرق وشرق البلاد ليتجاوز عدد منها الـ 4,000 متر (13120 قدم) فوق مستوى سطح البحر. تتنوع المناظر الطبيعية[ ؟ ] في أبخازيا بين الغابات الساحلية ومزارع الحمضيات، والثلوج الأبدية والأنهار الجليدية إلى الشمال من المنطقة. على الرغم من الوضع الطبوغرافي المعقد لأبخازيا قد احتفظ بمعظم الأراضي من التنمية البشرية، أراضيها الخصبة المزروعة تنتح الشاي والتبغ والنبيذ والفاكهة، وهي عماد قطاع الزراعة المحلي.
تروي أبخاويا بوفرة من أنهار صغيرة تنشأ من جبال القوقاز.أنهارها الرئيسية هي: كودوري، بزيب، جاليدزيجا وجومستا. يفصل نهر بسو المنطقة عن روسيا، ويقوم أنجوري بمثابة الحدود المناسبة بين أبخازيا وجورجيا.هناك العديد من periglacialالبحيرات الجليدية والناجمة عن البراكين في المناطق الجبلية الأبخازية.بحيرة ريتسا هي أهمهم.
أشهر أكثر الكهوف عمقا في العالم هو كهف كروبيرا (فورونجا) ("كهف كروز") يقع في جبال القوقاز الغربية الأبخازية.آخر دراسة استقصائية (في أيلول / سبتمبر 2006) قد قاست البروز العمودي من نظام هذا الكهف وكان 2158 متر (7080 قدما) بين أعلى وأدنى نقاط تم الوصول إليها.
بسبب قربه أبخازيا من البحر الأسود، والدرع من جبال القوقاز، فإن مناخ المنطقة معتدل جدا.المناطق الساحلية للجمهورية لها مناخ شبه استوائي، حيث بلغ المتوسط السنوي لدرجات الحرارة في معظم المناطق ما يقارب 15 درجة مئوية. المناخ في المرتفعات يتراوح بين بحري جبلي إلي بارد وبدون صيف. تتلقي أبخازيا كميات هائلة من الأمطار، ولكن مناخها الجزئي الفريد (الانتقالية من شبة الاستوائي إلي الجبلي) على طول معظم سواحلها يسبب مستويات رطوبة أكثر انخفاضا.تتأرجح الأمطار السنوية من 1,100 إلي 1,500 مم (43-59 بوصة) على طول الساحل إلى 1,700 إلي 3,500 ملم (67-138 فيه) في أعلى المناطق الجبلية. تتلقي جبال أبخازيا كميات كبيرة من الثلوج.
هناك اثنين من المعابر الحدودية في أبخازيا. المعبر الحدودي الجنوبي عند جسر أنجوري على بعد مسافة قصيرة من مدينة زوجديدي الجورجية. المعبر الشمالي («بسو») يقع في بلدة جياتشريبش.ونظرا لاستمرار الحالة الأمنية، تقدم العديد من الحكومات الأجنبية النصيحة لمواطنيها بعدم السفر إلى أبخازيا.

## الحكم والإدارة في جمهورية أبخازيا

### حكومة الجمهورية الأبخازية
في العهد السوفيتي كانت أبخازيا الاشتراكية السوفيتية تقسم إلى 6 رايون مقاطعات تسمي علي أسماء مراكزهم، غاغرا، غودوتا، سوخومي، وأوشامشيرا، جليربش وغالي.
بحكم القانون تقسيم مناطق أبخازيا ذي الحكم الذاتي في جمهورية جورجيا لا تزال على حالها (انظر هنا).
التقسيم الإداري للجمهورية أبخازيا الغير المعترف بها هو نفسه، باستثناء واحد - مقاطعة تكفارشيلي الجديدة تكونت من مقاطعة أوشام شاير وغالي في عام 1995.
رئيس الجمهورية يعين رؤساء المقاطعات من هؤلاء المنتخبين في جمعيات المقاطعات. حيث يتم انتخاب رؤساء القرى الذي يعينهم رؤساء المقاطعات.
مجلس الشعب يتكون من 35 عضوا منتخباً، وتم منحه سلطات تشريعية.آخر انتخابات برلمانية جرت في 4 مارس 2007. فإن الأعراق الأخرى غير الأبخاز (الأرمن والروس والجورجيين) يعتقد أن تمثيلهم في المجلس أقل من المفترض حيث وصل عدد من البرلمانيين من هذه الإثنيات أقل من حصتهم في هذه الجمهورية.
حوالي 250,000 من السكان من أصل جورجي في أبخازيا منعوا من الاستقرار في المنطقة من قبل النظام الأبخازي، وعدم تمكنهم من المشاركة في الانتخابات.
و صرح مسؤولون أبخاز أنهم قد قدموا لروسيا الفيدرالية
مسؤولية تمثيل مصالحها في الخارج.

### الحكومة في المنفى: حكومة جمهورية أبخازيا المستقلة ذاتيا
حكومة جمهورية أبخازيا المستقلة ذاتيا، هي حكومة في المنفى حيث تعترف جورجيا بها كحكومة أبخازيا الشرعية. حافظت الحكومة الموالية لجورجيا علي موطيء قدم في الأراضي الأبخازية، في الحزء الأعلي من وادي كودري من يوليو 2006 حتي تم إجبارها علي الخروج عن طريق القتال في أغسطس 2008.كما أن الحكومة مسؤولة جزئيا عن شؤون 250,000 بعض النازحين الذين أجبروا على ترك أبخازيا بعد الحرب في أبخازيا والتطهير العرقي الذي تلي ذلك. رئيس الحكومة الحالي هو مالخاز أكيشبايا.
خلال الحرب في أبخازيا، قامت حكومة جمهورية أبخازيا المستقلة ذاتيا التي كان يطلق عليها آنذاك «مجلس وزراء أبخازيا»، بترك ابخازيا بعد أن سيطرت القوات الانفصالية الأبخازية علي عاصمة المنطقة سوخومي ونقلها إلى عاصمة جورجيا تبيليسي حيث كانت تعمل بوصفها حكومة أبخازيا في المنفى منذ نحو 13 عاما. خلال هذه الفترة، حكومة أبخازيا في المنفى برئاسة تاماز نادرشيفيلي، وكان معروفا عنهم الموقف المتشدد تجاه المشكلة الأبخازية، وكثيرا ما أعربوا عن رأيهم بأن حل الصراع لا يمكن أن يتحقق إلا عن طريق الرد العسكري لجورجيا على الانفصاليين.

### التقسيمات الإدارية في أبخازيا
إداريا، قسمت أبخازيا إلى ست مناطق - غاغرا وغالي وغوداوتا وجليربيش وأوشامشيرا وسوخومي. منذ اعلان أبخازيا استقلالها، تم تكوين مقاطعة سابعة يطلق عليها تكفارشيلي من قبل الحكومة الأبخازية في عام 1995 من أجزاء من منطقة اوشامشيرا ومنطقة غالي.

## الشؤون العسكرية
القوات المسلحة الأبخازية هي القوات العسكرية التابعة لجمهورية أبخازيا. أساس القوات المسلحة الأبخازية كانت من حراس وطنيين من أصل أبخازي تكونت في أوائل عام 1992. معظم الأسلحة تأتي محمولة جواً من الطائرات الروسية في قاعدة غوداوتا. القوات العسكرية الأبخازية هي في المقام الأول قوات برية ولكن تشمل وحدات بحرية صغيرة.
روسيا تملك في الوقت الحاضر حوالي 1,600 جندي في أبخازيا.
و تتألف القوات المسلحة الأبخازية من:
- القوات البرية الأبخازية بقوات دائمة من حوالي 5,000 بل قد تزيد من قوات الاحتياط والقوات الشبه عسكرية لتصل إلى 50,000 في أوقات الصراع العسكري. الأعداد الدقيقة والمعدات المستخدمة تبقى غير مثبتة.
- القوات البحرية الأبخازية التي تتكون من ثلاث شعب يوجد مقرها في سوخومي وأوشامشيرا وبتسوندا.
- القوات الجوية الأبخازية، هي وحدة صغيرة مكونة من عدد من الطائرات المقاتلة وطائرات الهليكوبتر.

## الاقتصاد

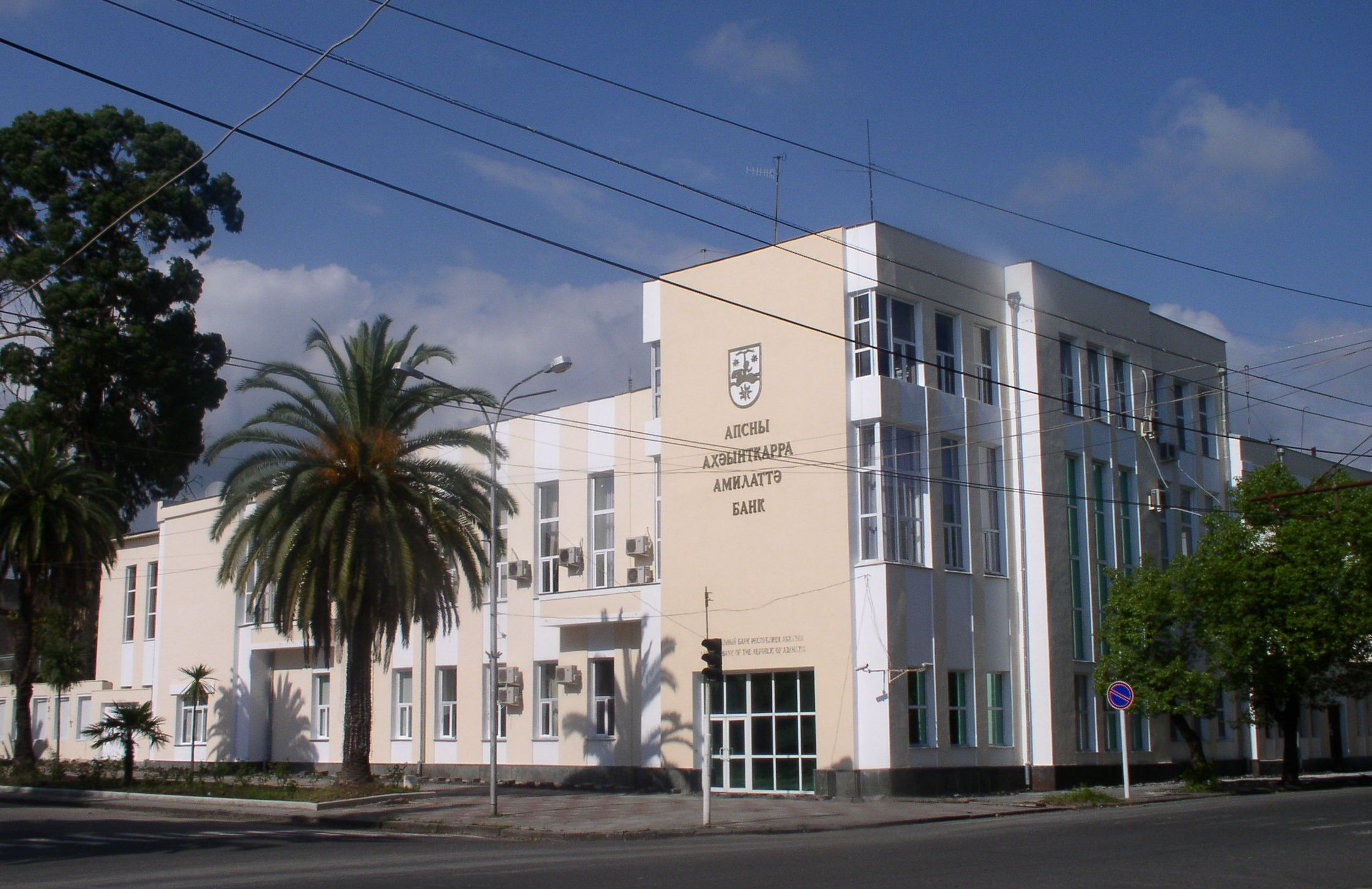
المصرف الوطني الأبخازي في سوخومي.

اقتصاد أبخازيا يتكامل بشدة مع روسيا، ويستخدم الروبل الروسي كعملة. السياحة هي صناعة رئيسية وتدعي السلطات الأبخازية الحالية بأن السياحة المنظمة ومعظمها من روسيا تبلغ أكثر من 100.000 سائح في السنوات الأخيرة، مقارنة بنحو 200.000 في 1990 قبل الحرب. قدرت السلطات الأبخازية عدد الزائرين في عام 2006 ما يقرب من 1.5 مليون دولار. وبالرغم من أن روسيا كانت قد وضعت نظام التأشيرات مع جورجيا، لم يُطلب من حاملي جوازات السفر الروسية تأشيرة لدخول أبخازيا. حاملي جوازات السفر من الاتحاد الأوروبي يحتاج إلى رسالة تصريح دخول صادر من الوزير الحالي للشؤون الخارجية في سوخومي، مقابل الحصول على تأشيرة التي ستصدر عن طريق تقديم الرسالة إلى وزارة الخارجية.
الأراضي الأبخازية الخصبة والمنتجات الزراعية الوفيرة، بما فيهم الشاي، والتبغ، والنبيذ والفاكهة (خاصة اليوسفي)، وقد حدث استقرار نسبي في هذا القطاع. الإمدادات الكهربائية إلى حد كبير قادمة من محطة التوليد الكهرومائية لإنجوري الواقعة على نهر إنغوري بين أبخازيا وجورجيا والتي تعمل على نحو مشترك بين الأبخاز والجورجيين.
بلغت الصادرات والواردات في عام 2006 نحو 627.2 و3270.2 مليون روبل على التوالي (appx. 22 و117 مليون. دولار أمريكي) وفقا للسلطات الأبخازية.
العديد من رجال الأعمال الروس، وبعض البلديات الروسية استثمرت أو خطت للاستثمار في أبخازيا. وهذا يشمل بلدية موسكو من قبل عمدة موسكو، يوري لوجكوف، الذي وقع اتفاقية حول التعاون الاقتصادي بين موسكو وأبخازيا. كل من المسئولين الأبخاز والروس كانوا قد قد أعلنوا عزمهم على استغلال مرافق أبخازيا والموارد اللازمة لمشاريع الإنشاءات الأولمبية في سوتشي، حيث ستستضيف المدينة دورة الألعاب الأولمبية الشتوية 2014. بينما حذرت حكومة جورجيا من مثل هذه الأعمال،  وهددت بسؤال البنوك الأجنبية باغلاق حسابات الأفراد والشركات الروسية التي تشتري الأصول في أبخازيا.
وفقا لمنظمة بيت الحرية التي مقرها الولايات المتحدة، فإن المنطقة لا تزال تعاني من مشاكل اقتصادية كبيرة نظرا لتفشي الفساد، وسيطرة المنظمات الإجرامية علي قطاعات كبيرة من الاقتصاد، واستمرار آثار الحرب.
فرضت رابطة الدول المستقلة عقوبات اقتصادية على أبخازيا في عام 1996 ما زالت سارية المفعول رسميا رغم أن روسيا أعلنت في 6 آذار / مارس 2008 أنها لم تعد تشارك فيها، وأعلنت أنهم «عفا عليها الزمن، وتعوق التنمية الاقتصادية والاجتماعية للمنطقة، وتسبب في مشقة لا مبرر لها لشعب أبخازيا». كما دعت روسيا الأعضاء الأخرى ن في رابطة الدول المستقلة على القيام بخطوات مماثلة،  لكنه تلقي احتجاجات من تبليسي، وعدم وجود دعم من بلدان رابطة الدول المستقلة الأخرى.
خصص الاتحاد الأوروبي أكثر من 20 مليون يورو إلى أبخازيا منذ عام 1997 لمختلف المشاريع الإنسانية، بما في ذلك دعم المجتمع المدني، والإصلاح الاقتصادي، وتقديم المساعدة للأسر المحتاجة وإجراءات بناء الثقة. أكبر مشروع للاتحاد الأوروبي هو إصلاح وإعادة بناء محطة أنغوري لتوليد الطاقة.
وتأتي أبخازيا في المركز 213 في أكبر اقتصادات العالم.

## الدراسات الإحصائية للسكان
العدد الحالي المحدد لسكان أبخازيا غير واضح.وفقا لتعداد تم إجراءه في عام 2003 أحصي 215.972 شخص ، ولكن هذا العدد تم الطعن فيه من قبل السلطات الجورجية. إدارة الإحصاء في جورجيا قدرت تعداد سكان أبخازيا بنحو 179,000 في عام 2003، و178،000 في عام 2005 (العام الماضي عندما نشرت هذه التقديرات في جورجيا).
الموسوعة البريطانية قدرت عدد السكان في عام 2007 بحوالي 180,000  والمجموعة الدولية لمعالجة الأزمات قدرت إجمالي سكان أبخازيا في عام 2006 إلى ما بين 157,000 و190،000 (أو بين 180,000 و220،000 حسب تقديرات برنامج الأمم المتحدة الإنمائي في عام 1998).

### العرق
التركيب العرقي في أبخازيا لعب دوراً كبيراً في الصراع الجورجي الأبخازي. ديموغرافيات أبخازيا تأثرت بشدة من الحرب مع جورجيا في 1992-1993، والتي شهدت طرد وهروب أكثر من نصف سكان الجمهورية، وإحصاء 525.061 في تعداد عام 1989.
التكوين العرقي لأبخازيا في الوقت الماضي والحاضر لعب دورا رئيسيا في الصراع بين جورجيا وأبخازيا، وبنفس القدر من النزاع.
سكان أبخازيا ظلوا متنوعيين عرقيا جدا حتى بعد حرب 1992-1993. في الوقت الحالي يتكون سكان أبخازيا أساسا من العرق الأبخازي والجورجي (معظمهم مينجرليان)، هامشيمينام الأرمينية والروسية.قبل الحرب، كان العرق الجورجي يكون 45.7 ٪ من سكان أبخازيا، ولكن بحلول عام 1993، فإن معظم الجورجيين والأرمن والروس كانوا قد هربوا من أبخازيا أو تم تطهيرهم عرقيا.
خلال الاتحاد السوفيتي، نمي التعداد السكاني الروسي والأرميني والجورجي بمعدل أسرع من سكان أبخازيا، ويرجع ذلك إلى هجرة واسعة النطاق وخاصة حالات الاختفاء القسري في ظل حكم ستالين وبيريا لافرنتي.
| الدين في أبخازيا | الدين في أبخازيا | الدين في أبخازيا | الدين في أبخازيا | الدين في أبخازيا |
| ---------------- | ---------------- | ---------------- | ---------------- | ---------------- |
| الديانة          | الديانة          |                  | النسبة المئوية   | النسبة المئوية   |
| المسيحية         | المسيحية         |                  | 60%              | 60%              |
| الإسلام          | الإسلام          |                  | 24%              | 24%              |
| وثنيون           | وثنيون           |                  | 8%               | 8%               |
| بدون ديانة       | بدون ديانة       |                  | 8%               | 8%               |

### الدين
سكان (بما في ذلك كل المجموعات العرقية) أبخازيا هم من المسيحيين الأرثوذكس (الأبخاز والجورجيين والروس واليونانيين) والمسيحية الأرمينية الرسولية (من أصل الأرمن)، وأقلية مسلمة سنية (معظمهم من أصل الأبخازي). ومع ذلك، فإن العديد من الأشخاص الذين يعلنون أنهم من المسلمين أو المسيحيين لا يحضروا الشعائر الدينية. وهناك أيضا عدد صغير جدا من اليهود، وشهود يهوه وأتباع الديانات الجديدة. منظمة شهود يهوه محظورة رسميا منذ عام 1995، على الرغم من هذا المرسوم لا ينفذ حاليا.
وفقا للدساتير جورجيا وجمهورية أبخازيا ذات الحكم الذاتي الحكومة الحالية لجمهورية أبخازيا فإن معتنقي جميع الأديان (و كذلك الملحدين) لهم حقوقا متساوية أمام القانون. تُحترم حقوق المسلمين، ولكن المسيحين الجورجيين والأرمن يتعرضون للمضايقة والاضطهاد وفقا لتقرير دار الحرية / مايو 2007.
أبخازيا معترف بها من قبل العالم الأرثوذكسي الشرقي باعتبارها أراضي للكنيسة الأرثوذكسية الجورجية، والتي لم تستطع أن تعمل في المنطقة منذ الحرب في أبخازيا. حاليا، الشؤون الدينية للطائفة المسيحية الأرثوذكسية المحلية تدار من قبل «إبراشية أبخازيا» الي فرضتها على نفسها تحت تأثير كبير من الكنيسة الأرثوذكسية الروسية.

## الثقافة
الأدب الأبخازي المكتوب ظهر نسبيا في الآونة الأخيرة، في بداية القرن ال20. بينما، يتشارك الأبخاز مع غيرهم من الشعوب القوقازية في ملحمة نارت - وهي سلسلة من الحكايات عن أبطال أسطوريين. أُنشئت الأبجدية الأبخازية في القرن ال 19. أول صحيفة في أبخازيا، أُطلق عليها أبخازيا، وحررها ديمتري جوليا صدرت في عام 1917.
يمكن القول بأن أشهر الكتاب الأبخازيين فاضل إسكندر، الذي كتب بالروسية في معظم الأحيان وبرجات شينكوبا ‏ كشاعر.
تظل كرة القدم هي الرياضة الأكثر شعبية في أبخازيا. رياضات شعبية أخرى تشمل كرة السلة والملاكمة والمصارعة.
تملك أبخازيا دوري كرة القدم للهواة منذ عام 1994. الدوري ليس جزءاً من أي دوري دولي لكرة القدم.

## معرض

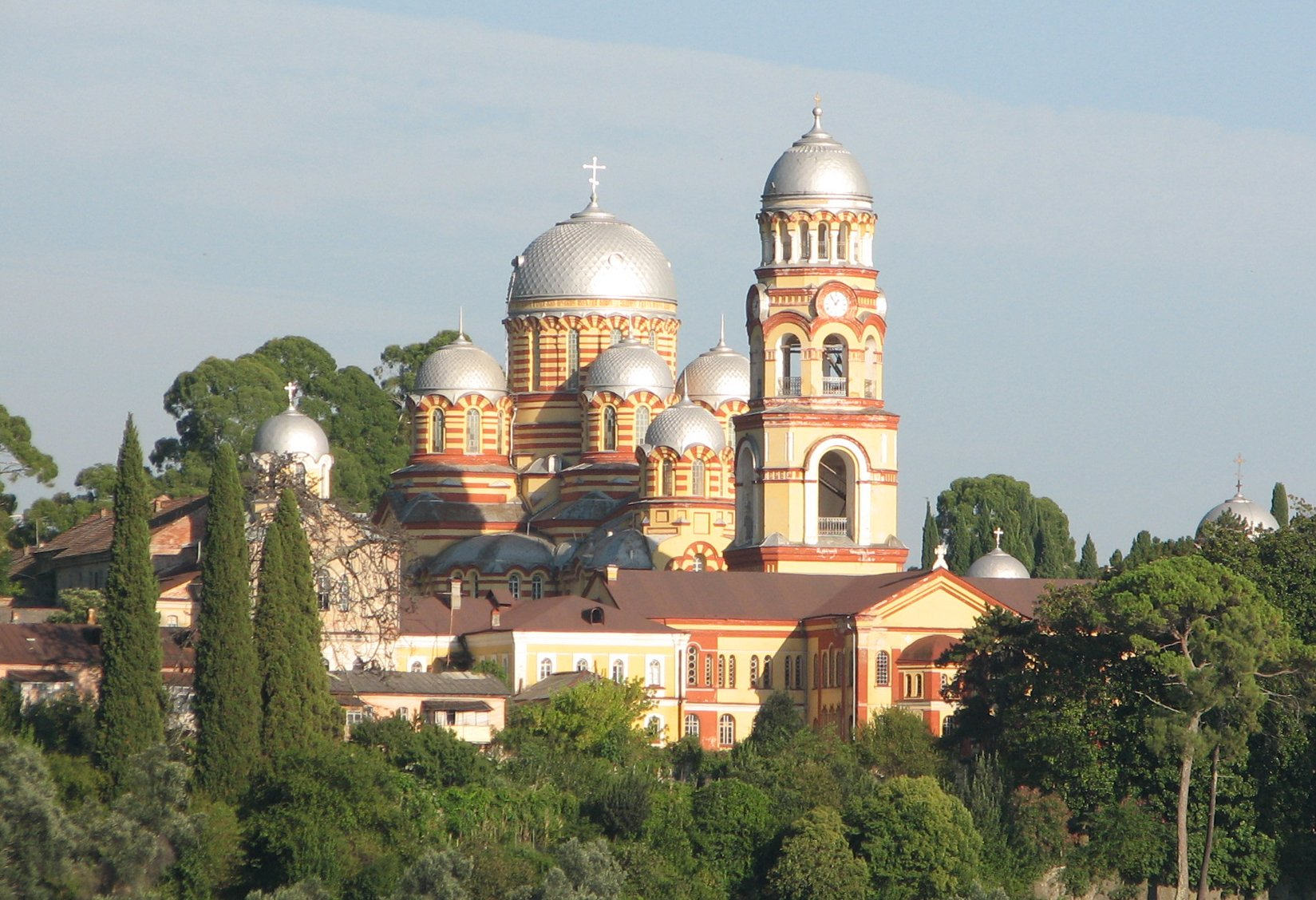
آتوس الجديدة (Novyy Afon) الدير الأرثوذكسي
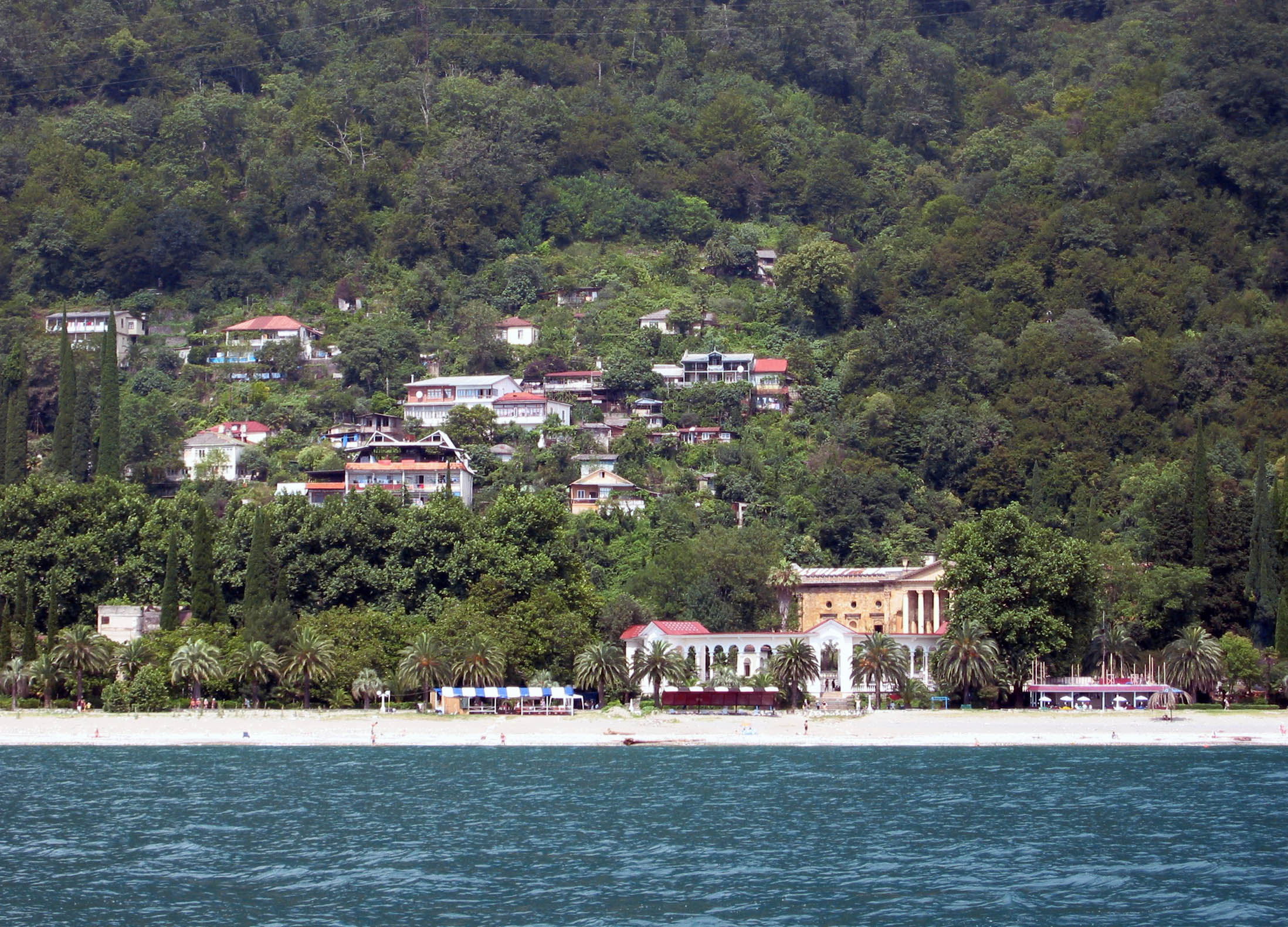
غاغرا
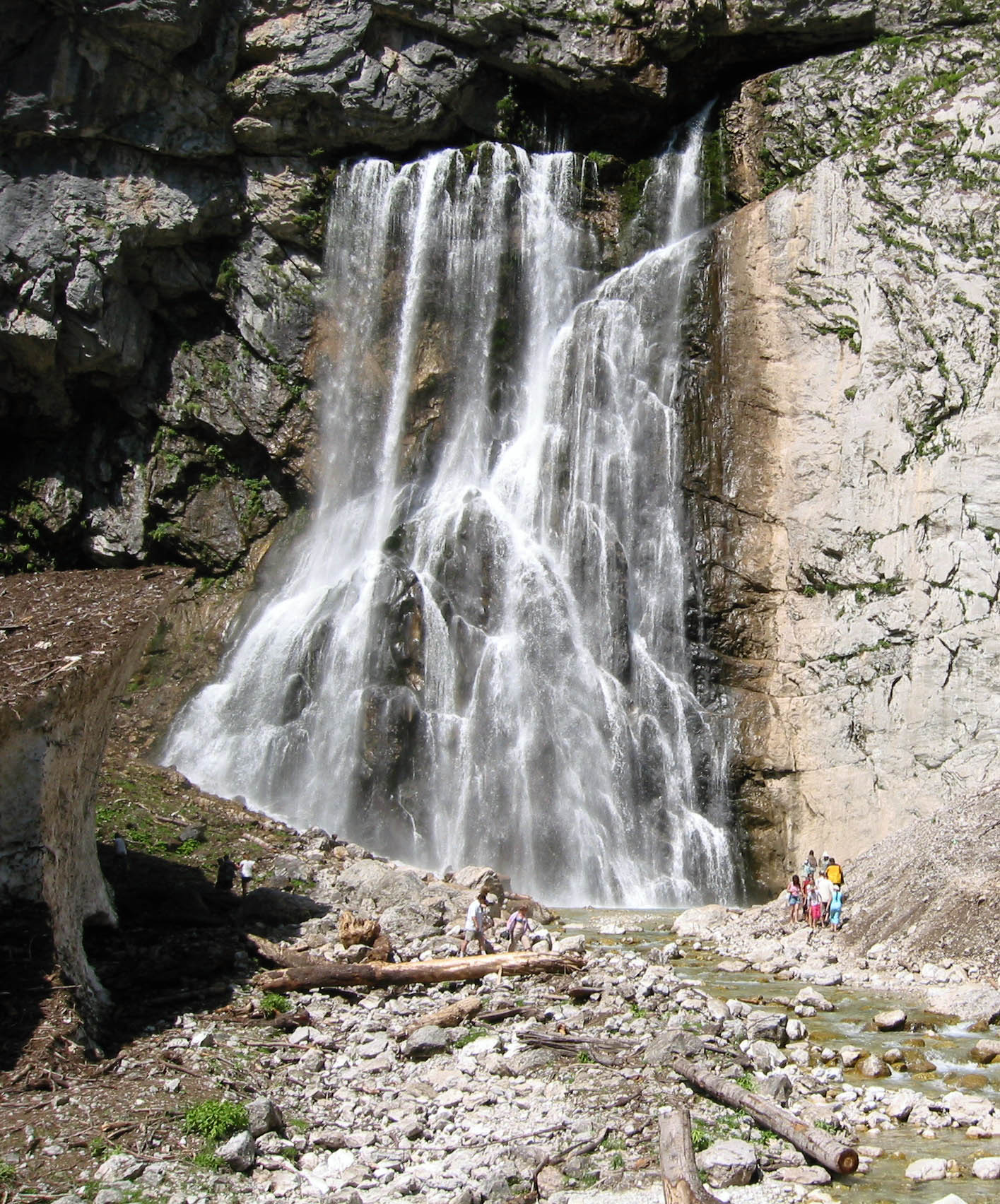
شلال غيغ
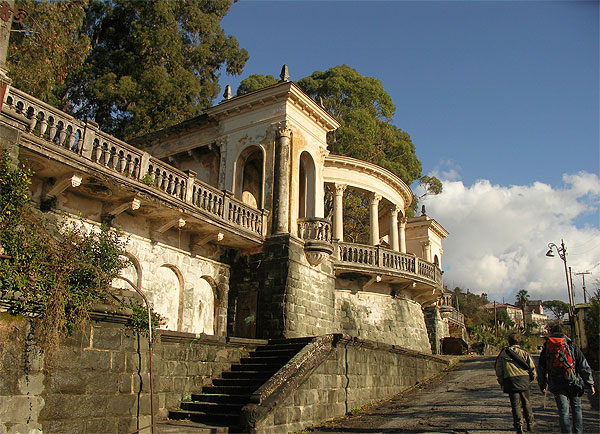
نظرة من سوخومي (1)
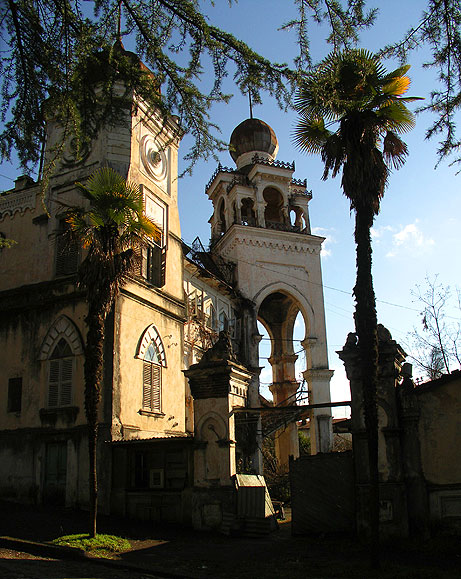
نظرة من سوخومي (2)
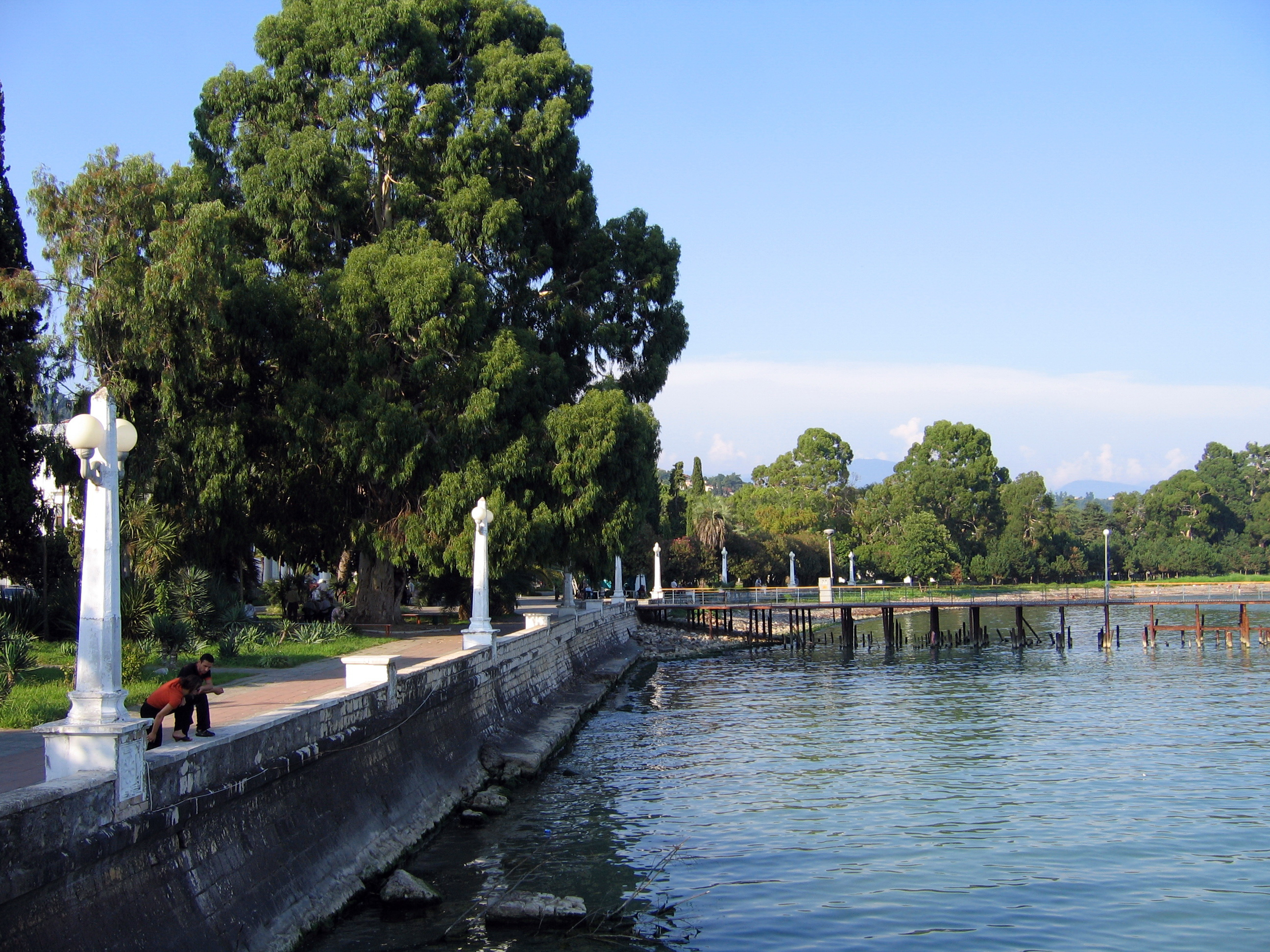
رصيف سوخومي
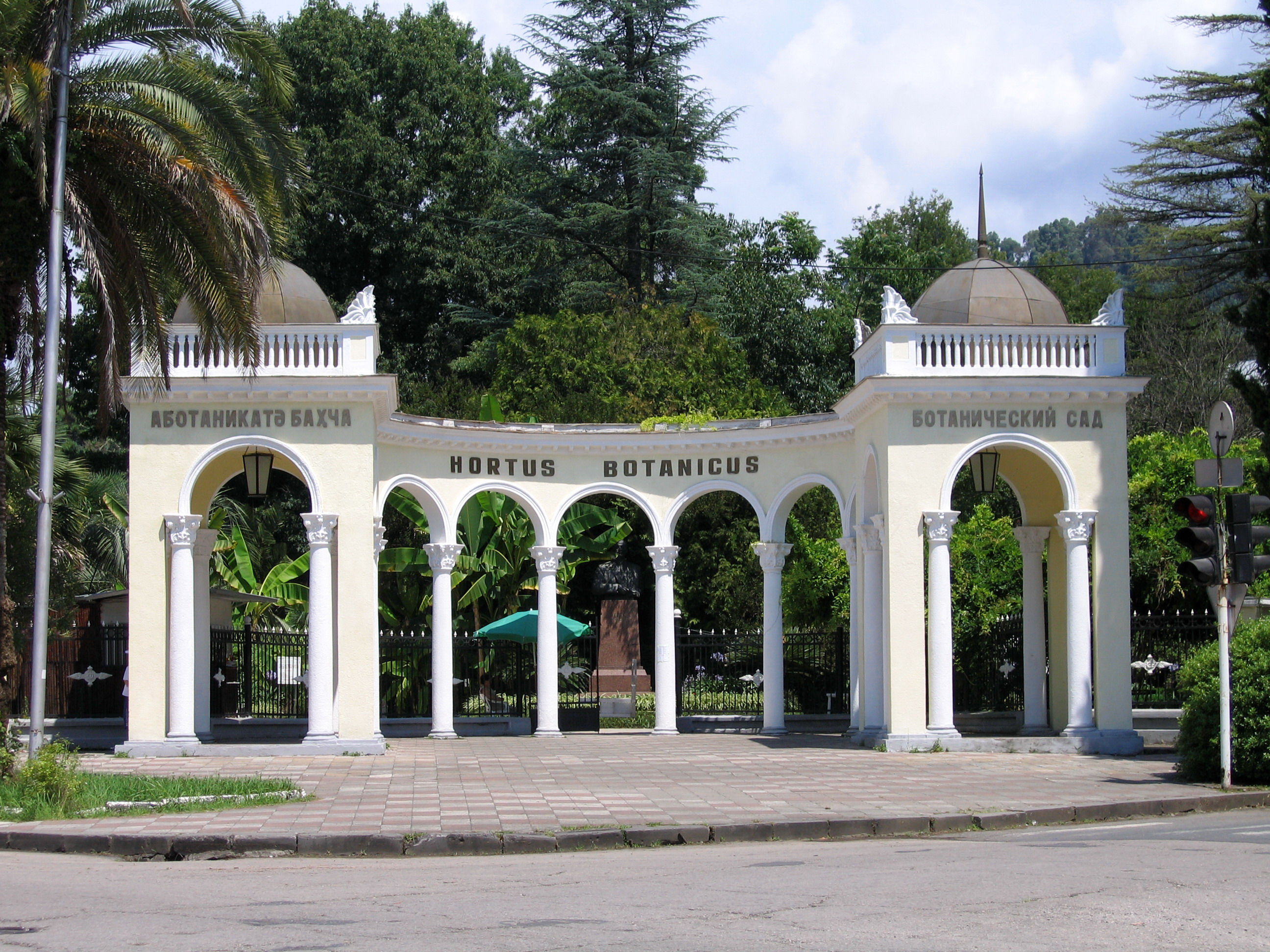
المدخل الأمامي للحديقة النباتية بسوخومي

## روابط إضافية
أطلس ويكيميديا حول Abkhazia
- صورة الأزمة، وجورجيا وأبخازيا وجنوب أوسيتيا من رويترز Alertnet
- (بالإنجليزية) أبخازيا وأوسيتيا الجنوبية الخرائط: جورجيا المتمردة في مناطق أبخازيا خرائط الاتحاد السوفيتي.
- (بالإنجليزية) / (بالروسية) / (بالجورجية) حكومة جمهورية أبخازيا المستقلة ذاتيا.مسؤول صفحة الويب
- (بالإنجليزية) / (بالروسية) / (بالتركية) / (بالأبخازية) لرئيس جمهورية أبخازيا.الموقع الرسمي
- (بالإنجليزية) / معهد البحوث الاجتماعية والاقتصادية
- (بالإنجليزية) / (بالروسية) / (بالتركية) وزارة خارجية جمهورية أبخازيا.الموقع الرسمي
- (بالإنجليزية) لهيئة الإذاعة البريطانية للمناطق والأقاليم: أبخازيا
- (بالإنجليزية) للحكم الذاتي في جمهورية Abkhazeti -- من المكتبة الوطنية الجورجية البرلمانية
- (بالإنجليزية) Abkhazia.com الموقع الرسمي للاللاجئين من أبخازيا
- (بالروسية) دولة وكالة الإعلام للجمهورية أبخازيا
- (بالإنجليزية) أبخازيا المؤقت أوراق نقدية
- (بالروسية) الكنائس الأرثوذكسية في أبخازيا
- (بالإنجليزية) أبخازيا وأوسيتيا الجنوبية: جورجيا المتمردة المناطق بوابة الأخبار
- (بالروسية) وعلم الآثار والأثنوغرافيا أبخازيا.الأبخازي معهد الدراسات الاجتماعية. متحف الدولة وأبخازيا
- (بالإنجليزية) التاريخ أبخازيا
- (بالإنجليزية) / (بالروسية) أخبار الموقع من وزير الخارجية لراديو أبخازيا